# Elisabeth Charlotte xứ Pfalz
Élisabeth Charlotte xứ Pfalz, Công tước phu nhân xứ Orléans; tiếng Đức: Elisabeth Charlotte von der Pfalz; tiếng Pháp: Élisabeth-Charlotte du Palatinat; 27 tháng 5 năm 1652 – 8 tháng 12 năm 1722), còn được gọi là Liselotte von der Pfalz, là thành viên của Nhà Wittelsbach, và là người vợ thứ hai của Philippe I xứ Orléans, em trai vua Louis XIV của Pháp. Với Philippe, Liselotte là mẹ của Philippe II xứ Orléans, người cai trị nước Pháp trong Thời kỳ Nhiếp chính, và Élisabeth Charlotte, Công tước phu nhân xứ Lothringen. Liselotte trở nên quan trọng về mặt văn học và lịch sử chủ yếu thông qua việc lưu giữ thư từ, có giá trị văn hóa và lịch sử to lớn do những mô tả đôi khi rất thẳng thắn về cuộc sống cung đình Pháp, và ngày nay là một trong những văn bản tiếng Đức nổi tiếng nhất của Thời kỳ Baroque.
Liselotte không chỉ là tổ tiên của Nhà Orléans, với Louis-Philippe I lên ngôi vua nước Pháp từ năm 1830 đến năm 1848, mà còn trở thành tổ tiên của nhiều vương tộc châu Âu, vì vậy bà còn được gọi là "Người bà của châu Âu". Thông qua con gái Élisabeth Charlotte, Liselotte là bà ngoại của Franz I của Thánh chế La Mã, chồng của Maria Theresia của Áo, và là cụ của hai Hoàng đế La Mã Thần thánh Joseph II và Leopold II, và Maria Antonia, vị vương hậu cuối cùng của nước Pháp trước cuộc Cách mạng Pháp.

## Cuộc đời

### Những năm đầu đời

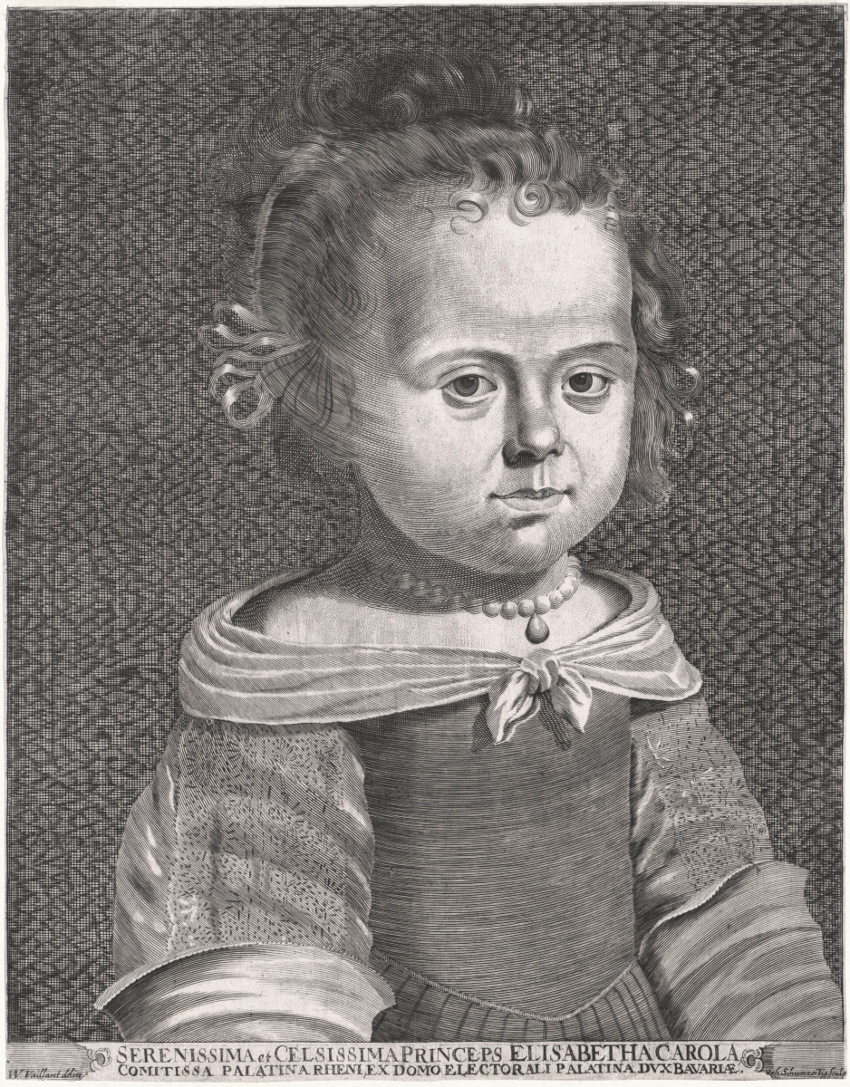
Liselotte khi còn 4 hoặc 5 tuổi, bản khắc đồng của Johann Schweizer theo Wallerant Vaillant. Thư viện Quốc gia Áo, Viên

Elisabeth Charlotte sinh ngày 27 tháng 5 năm 1652 tại lâu đài Heidelberg, là người con thứ hai của Karl I Ludwig, Tuyển hầu xứ Pfalz và vợ là Charlotte xứ Hessen-Kassel. Được đặt theo tên của bà nội Elizabeth Stuart và mẹ ruột, từ khi còn nhỏ, công nữ được đặt biệt danh là Liselotte, tên ghép giữa 'Elisabeth' và 'Charlotte'. Ngay sau khi chào đời, lễ rửa tội dành cho Liselotte được thực hiện ngay lập tức, vì khi sinh ra công nữ rất gầy gò và yếu ớt. Liselotte được nuôi dưỡng theo đức tin Tin lành Cải cách, tôn giáo phổ biến nhất tại Tuyển hầu quốc Pfalz vào thời điểm này.
Liselotte được miêu tả là là một đứa trẻ năng động, thích chạy nhảy và trèo cây để nhấm nháp quả anh đào. Đôi khi cô bé khẳng định rằng mình thích làm con trai hơn, và tự gọi mình trong các lá thư là "đứa trẻ hoang dã" (rauschenplattenknechtgen).
Cuộc hôn nhân của cha mẹ Liselotte sớm trở nên đổ vỡ, và Liselotte thường xuyên chứng kiến cảnh bạo lực gia đình. Năm 1657, Tuyển hầu tước Karl I Ludwig ly thân với vợ là Charlotte để kết hôn với Marie Luise von Degenfeld, người sau đó trở thành mẹ kế của Liselotte. Liselotte có thể coi mẹ kế là kẻ chen chân, nhưng có mối quan hệ tốt với nhiều người trong số mười ba người em cùng cha khác mẹ. Với hai người em gái cùng cha khác mẹ là Louise và Amalie Elisabeth, được gọi là Amelise, Liselotte đã giữ mối quan hệ thư từ đến suốt đời. Người em cùng cha khác mẹ của Liselotte là Karl Ludwig, được gọi là Karllutz, là người công nữ đặc biệt yêu thích. Liselotte còn gọi Karl Ludwig là "Đầu đen" (Schwarzkopfel) vì màu tóc của cậu, và đã rất vui mừng khi em trai đến thăm vào năm 1673 tại Paris. Cái chết sớm của Karl Ludwig trong chiến trận đã khiến Liselotte vô cùng đau buồn.

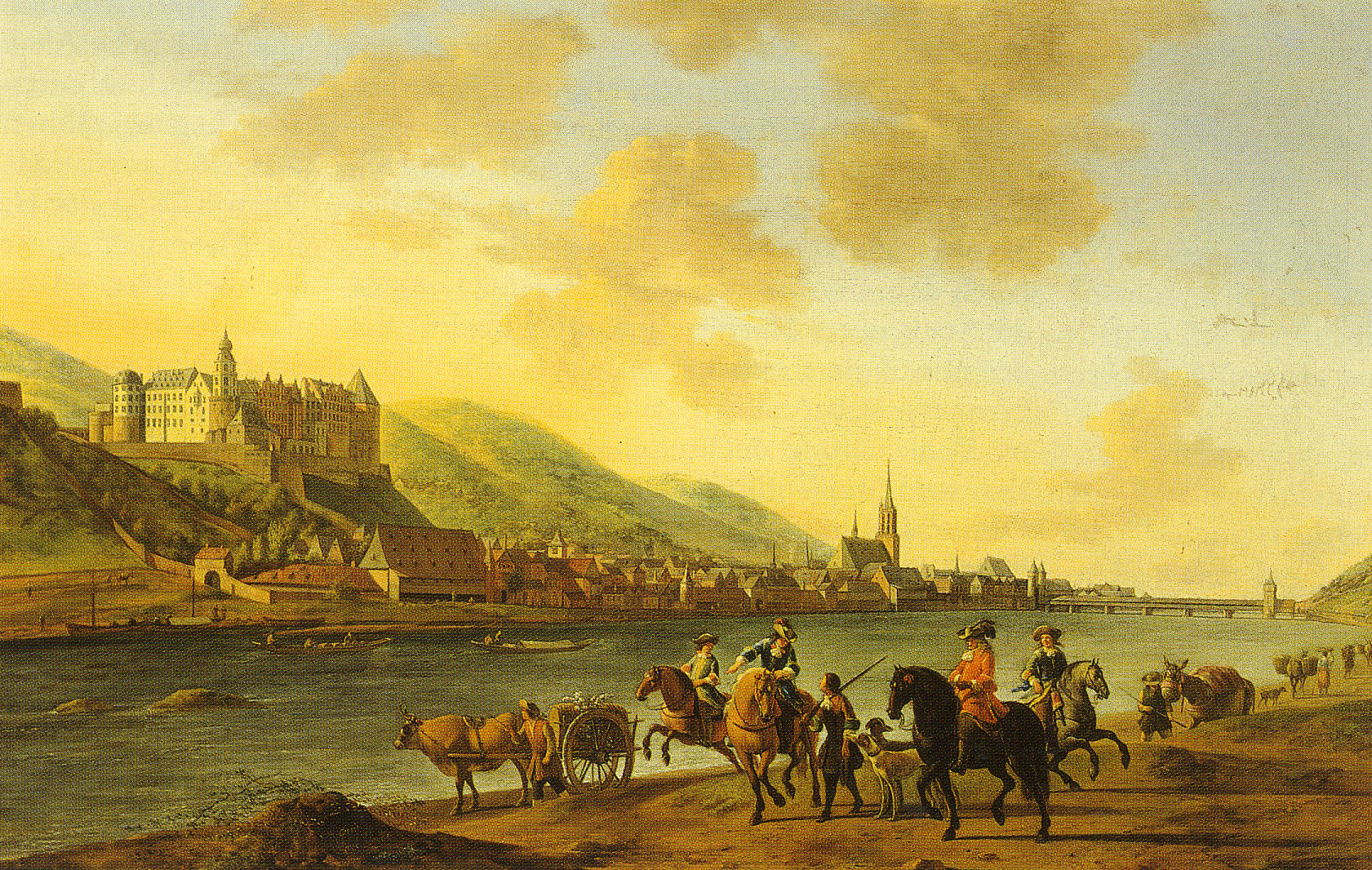
Lâu đài Heidelberg bởi Gerrit Berckheyde, 1670

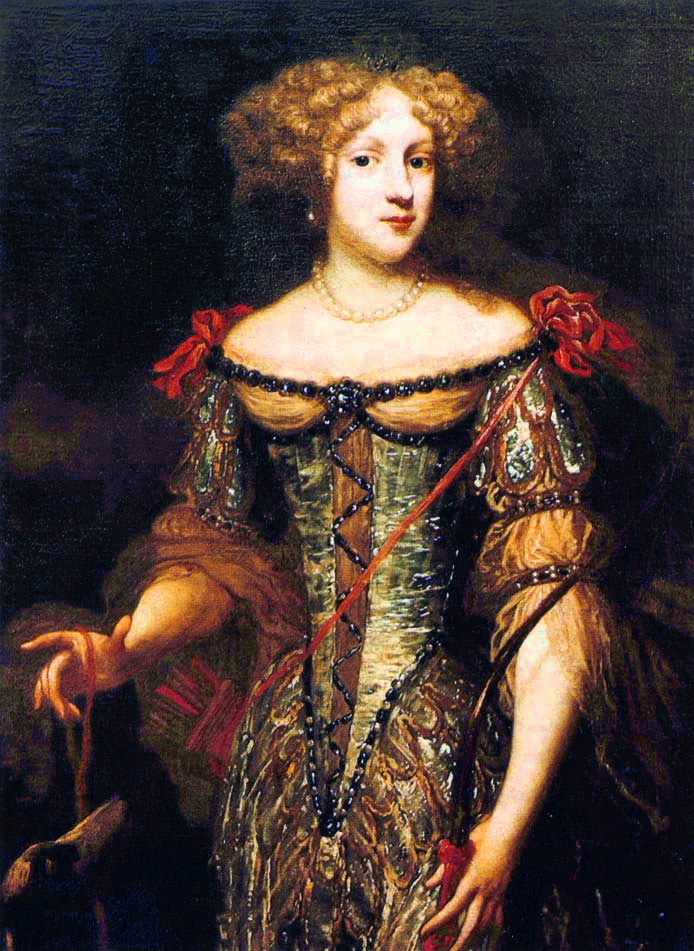
Tranh bởi họa sĩ vô danh, khoảng năm 1670

Người chăm sóc quan trọng nhất trong cuộc đời Liselotte là người dì Sophie, em gái út của Karl I Ludwig, người chung sống trong Lâu đài Heidelberg với anh trai cho đến khi bà kết hôn vào năm 1658 với Ernst August, Công tước xứ Braunschweig-Lüneburg. Năm 1659, cha của Liselotte gửi công nữ đến triều đình của dì Sophie tại Hannover để cố gắng chia cắt cô khỏi người mẹ ruột là Charlotte, và Liselotte về sau nhớ lại rằng đây là khoảng thời gian hạnh phúc nhất trong cuộc đời bà. Sophie đóng vai trò quan trọng như một người mẹ đối với cháu gái, và vẫn là người bạn tâm giao cũng như người liên lạc quan trọng nhất của Liselotte trong suốt cuộc đời. Trong thời gian này, Liselotte đã thực hiện tổng cộng ba chuyến đi đến Den Haag, nơi Liselotte gặp bà nội là Elizabeth Stuart, "Vương hậu mùa đông" của Bohemia, người đang sống trong cảnh lưu vong. Elizabeth thường không thích trẻ con nhưng lại rất yêu quý cháu gái Liselotte, người mà bà thấy giống với gia đình mình là nhà Stuart: "Cô bé không giống như Nhà Hessen...cô bé giống như gia đình chúng ta". Những người họ hàng của Liselotte tại Den Haag còn có Willem xứ Oranje-Nassau, người lớn tuổi hơn một chút, là bạn cùng chơi của Liselotte và người sau này trở thành Vua nước Anh. Sau đó, Liselotte cũng nhớ đến sự ra đời của con trai Sophie là Georg Ludwig, người sau này trở thành Vua của Đại Anh. Liselotte thông thạo tiếng Pháp từ năm 1661, khi một phụ nữ Pháp tên là Madame Trelon, người không hiểu tiếng Đức, được bổ nhiệm làm phó mẫu cho cô. Khi Công tước Ernst August xứ Braunschweig nhậm chức Thân vương Giám mục xứ Osnabrück vào tháng 9 năm 1662, Liselotte đã chuyển đến Lâu đài Iburg cùng dì Sophie.
Năm 1663, Tuyển hầu tước Karl I Ludwig đã cấp cho mẹ của Liselotte là Charlotte một khoản bồi thường bằng tiền để đổi lấy việc bà rời khỏi Heidelberg. Ngay sau đó, Tuyển hầu tước đưa con gái mình trở lại triều đình tại Heidelberg. Liselotte bây giờ được nhận nền giáo dục triều đình thông thường dành cho các gia đình thân vương vào thời điểm đó, bao gồm các bài học tiếng Pháp, khiêu vũ, chơi đàn spinet, ca hát, thủ công mỹ nghệ và lịch sử. Ngoài ra, Liselotte thường xuyên được đọc Kinh thánh "bằng hai thứ tiếng, tiếng Đức và tiếng Pháp". Người phó mẫu mới của Liselotte là Maria Ursula Kolb von Wartenberg, được gọi là "Kolbin", đã hướng dẫn cô chống lại "bất kỳ sự thù hận hoặc định kiến nào đối với ai đó vì họ thuộc về một tôn giáo khác". Sự khoan dung về tôn giáo vào thời điểm này khá bất thường và bắt nguồn từ thái độ tương đối thoải mái của cha bà, Karl I Ludwig, một người theo phái Calvin, nhưng đã xây dựng một nhà thờ Concordia (Konkordienkirche) tại Mannheim, nơi những người theo giáo phái Calvin (hoặc Cải cách), Luther và Công giáo có thể cử hành các nghi lễ. Liselotte được hưởng lợi từ thái độ tôn giáo tương đối cởi mở trong suốt cuộc đời, bà đã tìm hiểu về giáo phái Luther tại triều đình Hannover và nhiều thập kỷ sau, bà vẫn biết cách hát thuộc lòng các bài thánh ca Luther. Trước khi kết hôn, Liselotte buộc phải cải đạo sang Công giáo vì lý do triều đại, mặc dù bà vẫn hoài nghi về chủ nghĩa giáo điều trong suốt cuộc đời và thường chỉ trích "các linh mục", ngay cả khi tham dự thánh lễ hàng ngày. Liselotte vẫn giữ niềm tin vào học thuyết tiền định của Calvin và chỉ trích việc tôn kính các vị thánh Công giáo.
Etienne Polier, người quản lý và chủ chuồng ngựa đầu tiên của Liselotte đã trở thành người bạn tâm giao suốt đời, người mà bà đưa theo đến Pháp sau khi kết hôn và phục vụ bà đến cuối đời.

### Hôn nhân

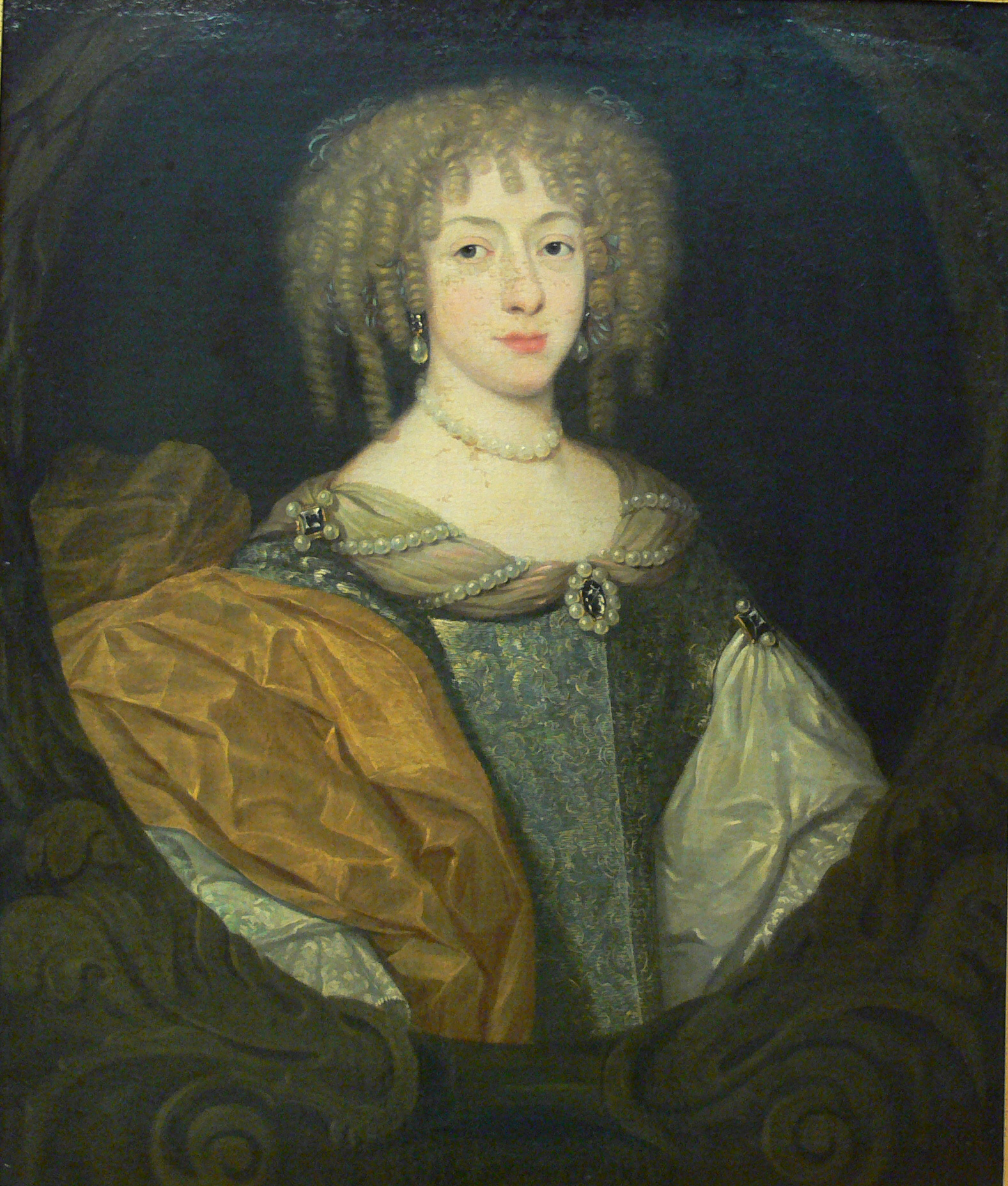
Elisabeth Charlotte, Tuyển hầu thân vương nữ Pfalz, khoảng năm 1670–71. Hiện tại ở Bảo tàng Reiss Engelhorn, Mannheim.

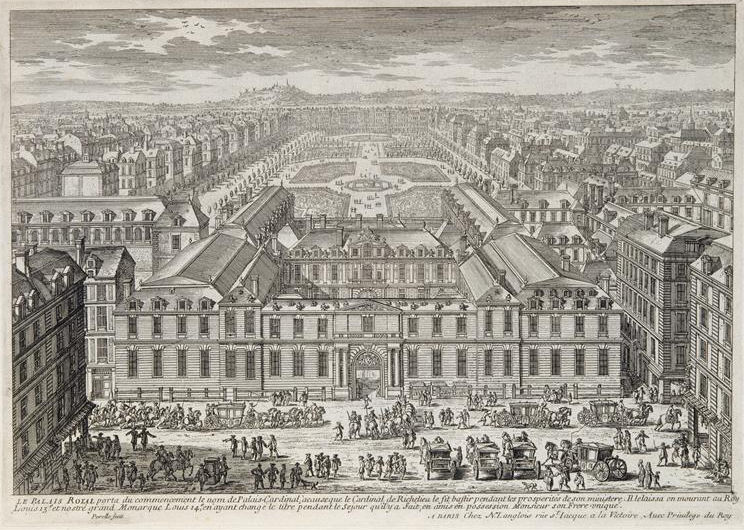
Quang cảnh Palais Royal, năm 1680.

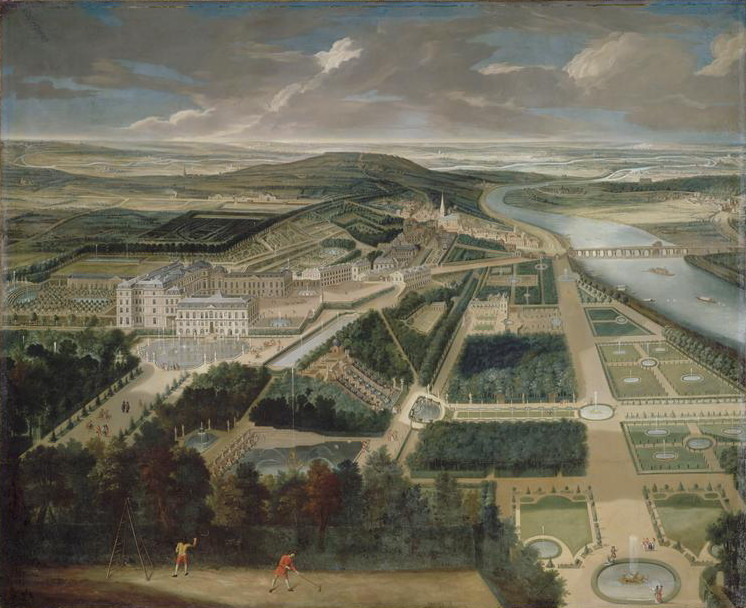
Quang cảnh Château de Saint-Cloud, khoảng năm 1675.

Năm 1671, Liselotte kết hôn với em trai của vua Louis XIV của Pháp là Philippe I, Công tước xứ Orléans, được gọi là "Monsieur" (danh hiệu dành cho em trai cả của Nhà vua dưới thời Ancien Régime). Là vợ của Công tước xứ Orléans, Liselotte nhận được danh xưng Madame. Liên minh chính trị này được người dì của Liselotte là Anna Gonzaga (góa phụ của Edward, Hành cung Bá tước xứ Simmern, em trai của Karl I Ludwig) và là bạn cũ của Công tước xứ Orléans hình thành. Anna Gonzaga đã đàm phán hợp đồng hôn nhân, bao gồm các điều khoản xung quanh việc Liselotte phải cải đạo sang Công giáo, và hộ tống Liselotte từ Heidelberg đến Paris. Lễ cưới theo nghi thức đại diện diễn ra vào ngày 16 tháng 11 năm 1671 tại Nhà thờ chính tòa Thánh Étienne tại Metz do Giám mục Georges d'Aubusson de La Feuillade chủ trì, với đại diện cho chú rể là Công tước xứ xứ Plessis-Praslin. Một ngày trước đó, Liselotte đã long trọng từ bỏ đức tin Cải cách cũ của mình và cải sang đức tin Công giáo. Bà gặp chồng là Philippe, người lớn hơn 12 tuổi, lần đầu tiên vào ngày 20 tháng 11 năm 1671 tại Châlons.
Monsieur trông không có vẻ gì là hèn hạ, nhưng ngài ấy rất thấp, có mái tóc, lông mày và mí mắt đen tuyền, đôi mắt nâu to, khuôn mặt dài và khá hẹp, chiếc mũi to, cái miệng quá nhỏ và hàm răng xấu xí, cách cư xử nữ tính hơn là nam tính, không thích ngựa hay săn bắn, không thích gì ngoài trò chơi, cầm vòng hoa, ăn ngon, khiêu vũ và mặc đẹp, nói tóm lại, ngài ấy thích mọi thứ mà phụ nữ thích. ... Nhà vua thích sự hào hiệp với phụ nữ, ta không tin rằng chồng ta đã từng yêu trong đời.— Liselotte von der Pfalz: Bức thư gửi Caroline, Thân vương phi xứ Wales ngày 9 tháng 1 năm 1716 về chồng là Philippe, được gọi là Monsieur.

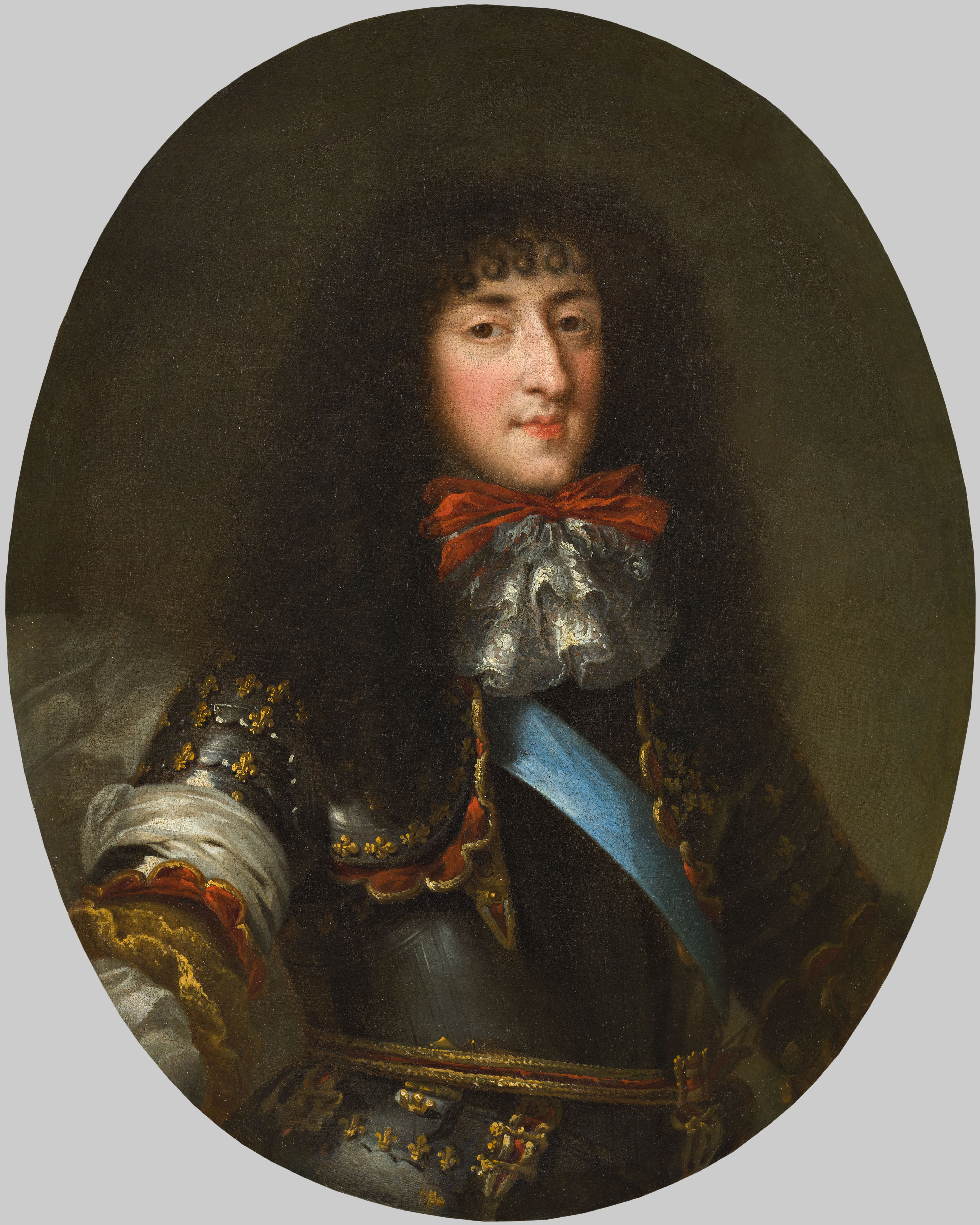
Philippe I, Công tước xứ Orleans

Cho đến khi Philippe qua đời vào năm 1701, Liselotte vẫn sống trong phòng riêng của mình tại dinh thự của chồng, Palais Royal tại Paris và Château de Saint-Cloud. Hai người chủ yếu sống tại cung điện hoàng gia, nơi họ phải có mặt trong khoảng ba phần tư năm, đầu tiên là tại Château de Saint-Germain-en-Laye, và tiếp đó là tại Cung điện Versailles sau khi được hoàn thành vào năm 1682, nơi họ có hai phòng liền kề ở cánh chính. Hai vợ chồng còn có phòng tại Lâu đài Fontainebleau, nơi triều đình đến vào mùa thu để đi săn. Liselotte (không giống như Philippe) đã tham gia vào truyền thống này một cách nhiệt tình. Bà thường cưỡi ngựa cùng Nhà vua qua những cánh rừng và cánh đồng suốt cả ngày, từ sáng đến tối, mà không dừng lại bởi những lần ngã hay cháy nắng. Từ Fontainebleau, hai vợ chồng thường xuyên ghé thăm Lâu đài Montargis, nơi thuộc sở hữu của Monsieur và theo hợp đồng hôn nhân, nơi đây sau này sẽ thuộc về Madame với tư cách là nơi ở của góa phụ. Liselotte duy trì triều đình của riêng của mình gồm 250 người với chi phí 250.000 livre mỗi năm, trong khi Philippe duy trì một triều đình thậm chí còn lớn hơn.
Đây là cuộc hôn nhân thứ hai của Công tước xứ Orléans, sau khi người vợ đầu tiên và là em họ của ông Henrietta của Anh qua đời đột ngột một cách bí ẩn vào năm 1670. Philippe đã đưa hai cô con gái vào cuộc hôn nhân mới của mình, Marie Louise 9 tuổi, người mà Liselotte xây dựng một mối quan hệ chị em nồng ấm, và Anne Marie 2 tuổi, người không có ký ức nào về mẹ ruột của mình và được Liselotte yêu thương như con ruột.
Cuộc hôn nhân của Liselotte và Philippe khá khó khăn khi ông là người song tính và sống một cách khá công khai như vậy. Philippe đã sống một cuộc sống khá độc lập cùng với người tình lâu năm là Chevalier de Lorraine và chịu ảnh hưởng bởi ông. Cùng với Chevalier de Lorraine, Philippe còn có nhiều người tình khác và nhiều mối quan hệ với những người đàn ông trẻ hơn, bao gồm cả Antoine Morel de Volonne (người mà Monsieur phong làm Hofmarschall của Liselotte từ năm 1673 đến 1683). Morel có tiếng xấu ngay cả theo tiêu chuẩn vào thời đại của Liselotte: "Ông ta ăn cắp, nói dối, chửi thề, là người vô thần và kê gian, và bán các bé trai như bán ngựa."
Liselotte không còn lựa chọn nào khác ngoài việc chấp nhận những điều này, và cuối cùng bà trở thành một người phụ nữ sáng suốt khác thường so với thời đại của mình, mặc dù theo cách có phần cam chịu:
Em và Louisse đã mắc kẹt ở đâu mà lại biết quá ít về thế giới? (...) những người muốn ghét tất cả những ai yêu những chàng trai trẻ sẽ không thể yêu 6 người ở đây [...] có đủ mọi thể loại; [...] (Tiếp theo là danh sách các loại đồng tính và song tính luyến ái khác nhau, cũng như thiếu niên ái và kê gian) [...] Em nói, Amelisse thân yêu, rằng thế giới thậm chí còn tồi tệ hơn những gì em từng nghĩ.— Liselotte von der Pfalz: Thư gửi em gái cùng cha khác mẹ Raugräfin Amelise từ ngày 3 tháng 12 năm 1705.

Người viết tiểu sử quan trọng nhất của Liselotte, nhà sử học và giáo sư văn học baroque Pháp người Antwerpen Dirk Van der Cruysse, nhận xét: "Bà được đặt một cách may mắn giữa hai anh em hoàn toàn khác biệt, trong đó người anh đã bù đắp cho sự bất lực cơ bản của em trai thông qua lòng biết ơn và tình bạn của mình: không thể yêu bất kỳ ai khác ngoài bản thân mình. Liselotte đã thể hiện tình cảm với cả hai người, một cách chân thành và không có bất kỳ động cơ thầm kín nào, và chấp nhận sức mạnh áp đảo của người này cũng như khuynh hướng Ý của người kia mà không phàn nàn, như số phận đã định sẵn."
Philippe đã hoàn thành nghĩa vụ hôn nhân một cách khá miễn cưỡng, khi ông không muốn được Liselotte ôm nếu có thể và thậm chí còn mắng Liselotte khi vô tình chạm vào ông trong lúc ngủ. Sau khi có ba đứa con với người vợ mới, vào năm 1676, Philippe cuối cùng đã chấm dứt mối quan hệ tình dục với Liselotte, khiến cho bà cảm thấy nhẹ nhõm.

### Tại triều đình của Louis XIV

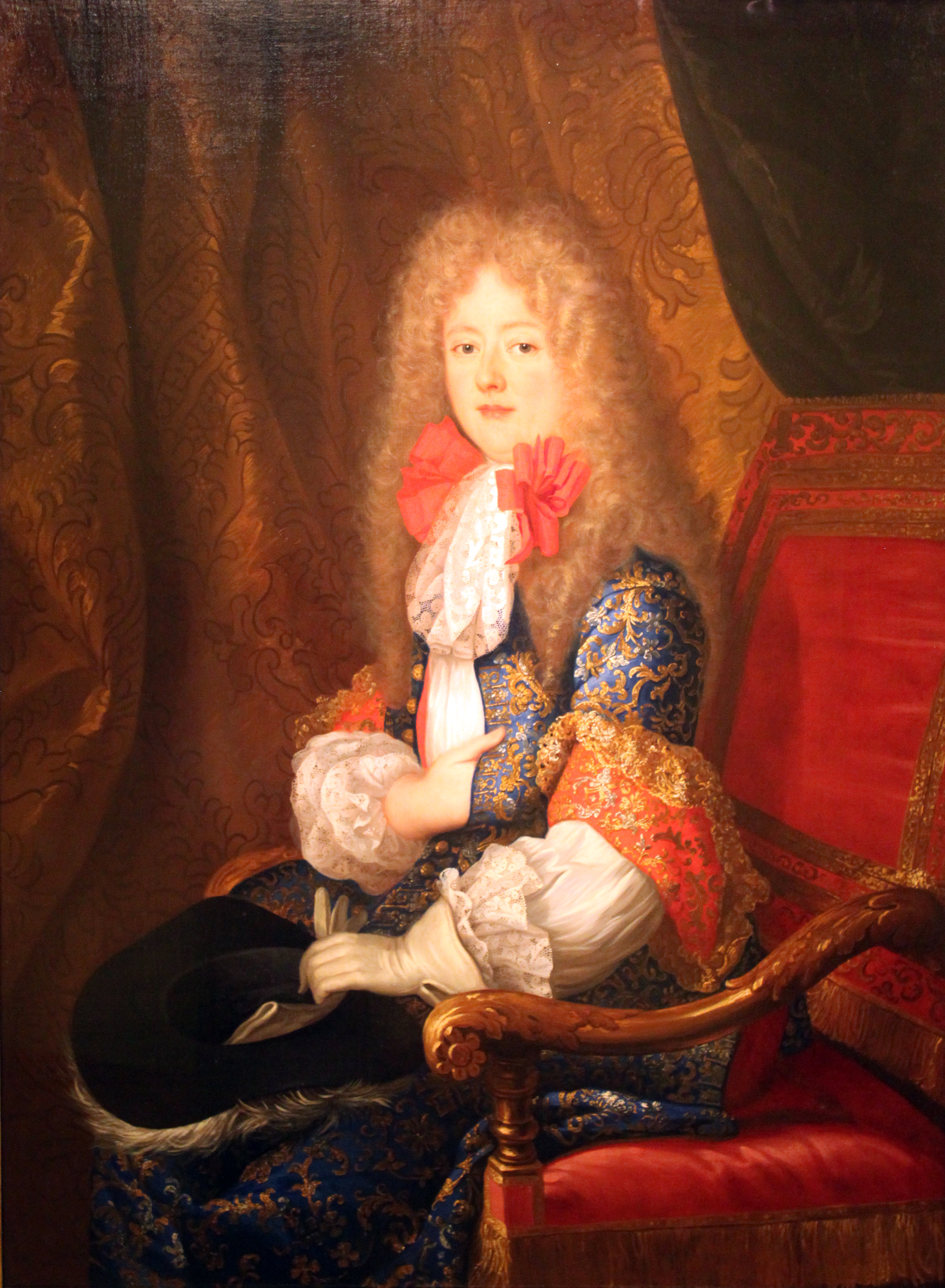
Elisabeth Charlotte, Công tước phu nhân xứ Orléans trong trang phục đi săn, của Elle Già, khoảng năm 1683; Bảo tàng Lịch sử Đức tại Berlin.

Liselotte trở nên rất thân thiết với anh rể Louis XIV. Ông "...bị mê hoặc bởi sự thật rằng đây là một người phụ nữ cực kỳ dí dỏm và đáng yêu, rằng nàng ấy nhảy rất giỏi...". Louis thường khá thích thú với tính cách cởi mở, hài hước và đơn giản đến sảng khoái của Liselotte. Họ thường đi săn cùng nhau, một việc làm khá khác thường đối với một quý bà thời đó. Thói quen đi bộ đường dài của Liselotte cũng được triều đình Pháp chú ý và ban đầu bà còn bị chế giễu (Liselotte thậm chí còn đi dạo trong vườn vào ban đêm), tuy nhiên Nhà vua rất vui mừng: "Nhà vua thường nói: il n’y a que Vous qui jouissés des beautés de Versailles (chỉ có nàng là người được thưởng ngoạn vẻ đẹp của Versailles)".
Mặc dù Liselotte không thực sự xinh đẹp (điều được coi là một giá trị quan trọng tại triều đình Pháp) và có phần không theo khuôn mẫu, Liselotte đã tạo được ấn tượng tốt với các cận thần. Ban đầu, họ tưởng tượng về một người ngoại quốc 'thô lỗ' và 'thiếu văn hóa'. Madame de Sévigné nhận xét "Thật là thú vị khi lại có một người phụ nữ không thể nói tiếng Pháp!", ám chỉ đến Vương hậu María Teresa, người chưa bao giờ thực sự học nói tiếng Pháp và nhạy cảm với những lời trêu chọc cùng trò đùa của Précieuses. Tuy nhiên sau đó, hầu tước phu nhân đã khen ngợi "sự thẳng thắn quyến rũ" của Liselotte và nói: "Ta đã rất ngạc nhiên trước những trò đùa của nàng ấy, không phải những trò đùa đáng yêu, mà là lẽ thường tình (esprit de bon sens) của nàng... Ta đảm bảo với ngươi rằng không thể diễn đạt điều đó tốt hơn. Nàng ta là một người rất lập dị, rất quyết đoán và chắc chắn có gu thẩm mỹ." Madame de La Fayette cũng ngạc nhiên và đưa ra những bình luận tương tự về esprit de bon sens của Liselotte. Khi Tuyển hầu phu nhân Sophie và con gái đến thăm Liselotte tại Paris và Versailles vào năm 1679, bà đã tuyên bố: "Liselotte... sống rất tự do với nhiều sự ngây thơ: sự vui vẻ của cháu ấy làm Nhà vua vui lên. Ta không nhận thấy sức mạnh của cháu ấy vượt xa việc khiến ngài ấy cười, hay việc cháu ấy cố gắng phát huy sức mạnh đó hơn nữa."
Tại Pháp, Liselotte chỉ có hai họ hàng người Đức là những người dì lớn tuổi hơn mà bà thường xuyên liên lạc, Louise Hollandine xứ Pfalz (em gái của cha bà và là Viện mẫu xứ Maubuisson từ năm 1664) và Emilie xứ Hessen-Kassel (em gái của mẹ bà, người kết hôn với vị tướng Huguenot Henri Charles de La Trémoille, Thân vương xứ Taranto và Talmont).

### Khó khăn và bi kịch

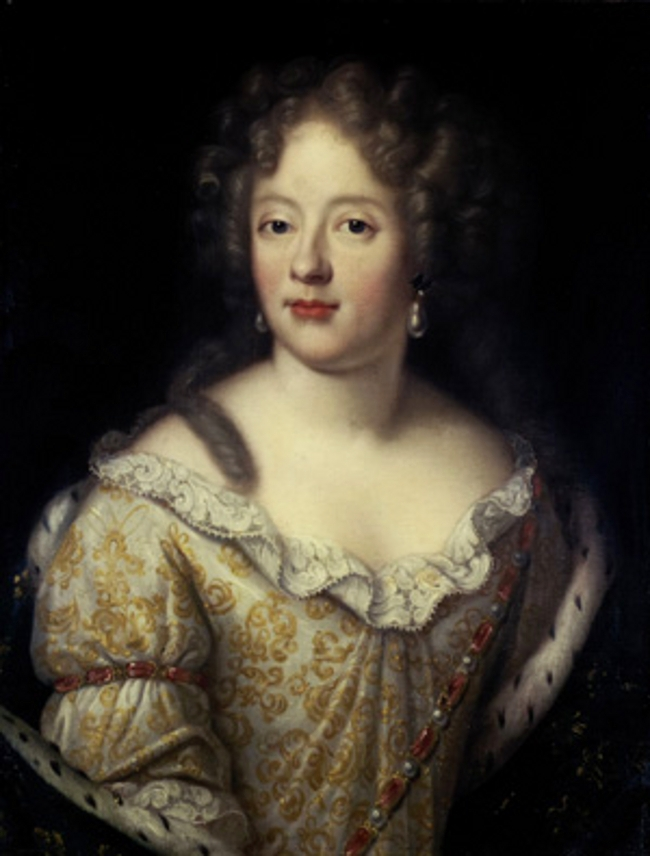
Elisabeth Charlotte, Công tước phu nhân xứ Orleans, của Pierre Mignard, 1678.

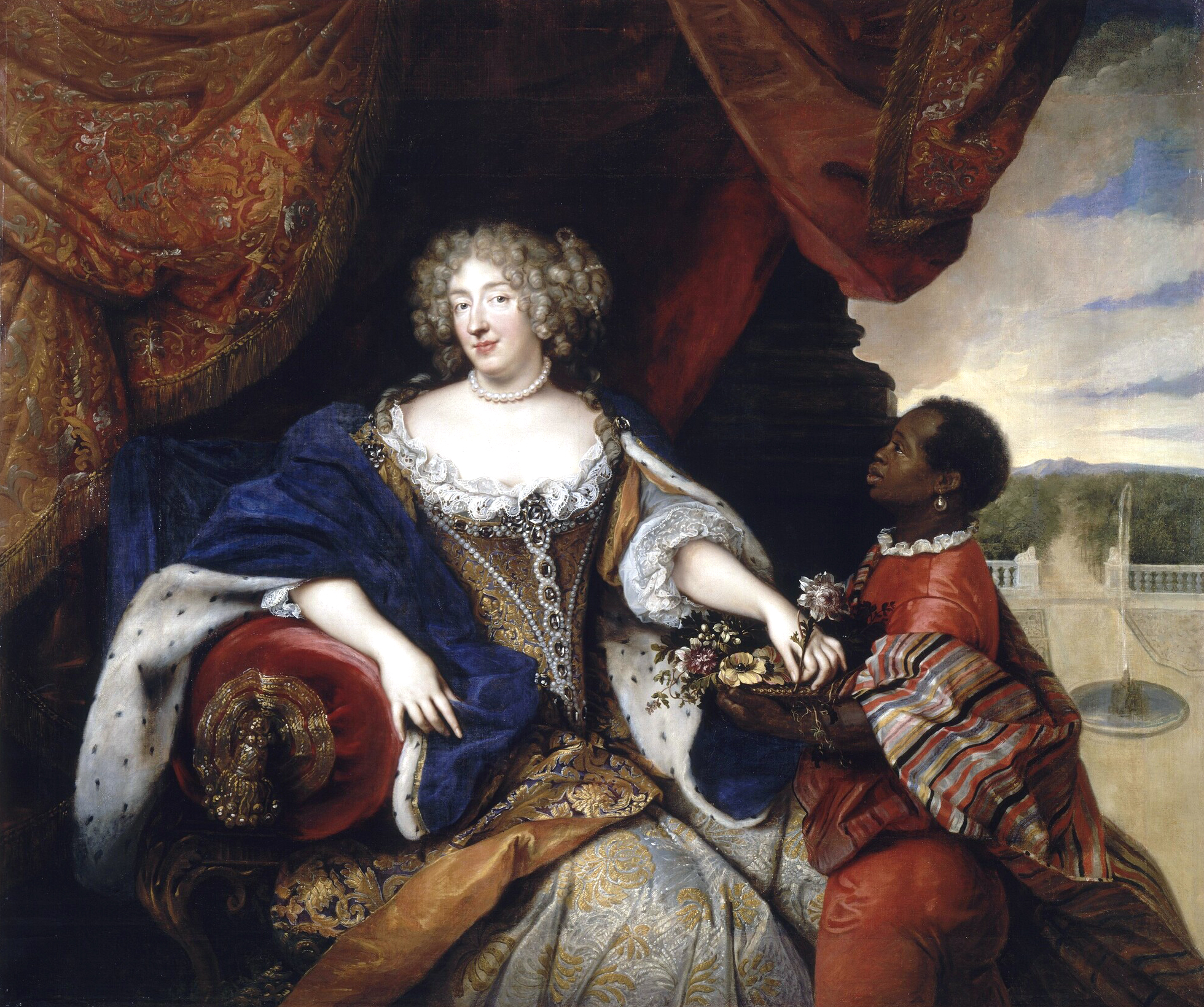
Elisabeth Charlotte, Công tước phu nhân xứ Orléans, với một người hầu người Moor, của François de Troy, năm 1680.

Vào khoảng năm 1680, nhiều vấn đề lớn đã nảy sinh trong cuộc hôn nhân của gia tộc Orléans, khi Chevalier de Lorraine, Hầu tước d'Effiat và những người khác được Philippe sủng ái âm mưu chống lại Liselotte nhằm loại bỏ ảnh hưởng của bà với ngài Công tước. Ngoài ra, kẻ thù của Liselotte đã âm mưu để đuổi những người bạn thân của bà, bao gồm vị nữ quan yêu quý Lydie de Théobon-Beuvron và chồng là Chamberlain Count de Beuvron ra khỏi triều đình. Sau những lần ra đi này, Liselotte không còn khả năng chống lại những âm mưu của những người được sủng ái và những ý thích tùy tiện của Philippe. Tệ hơn nữa, mối quan hệ cá nhân của bà với vua Louis XIV trở nên nguội lạnh khi tình nhân của Nhà vua là Madame de Maintenon giành được ảnh hưởng, khiến cho Louis XIV ngày càng ít can thiệp vào những cuộc cãi vã của Liselotte với em trai mình. Liselotte trở nên cô lập, ngày càng thu mình vào phòng viết.
Monsieur...ngài ấy chẳng nghĩ đến điều gì trên đời này ngoài việc ăn uống cùng các chàng trai trẻ suốt đêm và cho họ những khoản tiền lớn chưa từng có, không có thứ gì ngài ấy cho là tốn kém hay quá đắt đỏ trước mặt các con ngài; trong khi đó, các con của ngài và cháu hầu như không có những thứ chúng cháu cần.— Liselotte von der Pfalz: Thư gửi Công tước phu nhân Sophie xứ Hannover ngày 7 tháng 3 năm 1696.

Đồng thời, Liselotte bị kéo vào một vụ bê bối lớn hơn tại triều đình khi bà là người giám hộ của Bá tước xứ Vermandois, con trai của Louise de La Vallière, tình nhân cũ của Louis XIV. Vị bá tước trẻ tuổi đã bị lôi kéo vào một 'hội anh em' đồng tính bí mật của giới quý tộc và cận thần Pháp, yêu cầu các thành viên phải "tuyên thệ từ bỏ tất cả phụ nữ". Một số vụ việc đã được báo cáo, trong đó những người phụ nữ bị tra tấn một cách tàn bạo, và cũng có báo cáo rằng một người bán bánh quế nghèo đã bị hãm hiếp, thiến và giết chết bởi những cận thần. Mặc dù Công tước xứ Orléans không phải là thành viên của hội, nhưng nhiều vị sủng thần của ông lại thuộc hội này. Vào tháng 6 năm 1682, "hội kín" này được biết là bao gồm Thân vương xứ la Roche-sur-Yon và vị bá tước trẻ xứ Vermandois, cùng nhiều nhân vật đáng chú ý khác tại triều đình. Louis XIV đã trừng phạt con trai rất nghiêm khắc và đưa ông ra chiến trường, nơi vị bá tước qua đời ngay sau đó ở tuổi 16. Liselotte sau đó nhớ lại: "Bá tước de Vermandois rất tốt bụng. Chàng trai tội nghiệp đó quý ta như thể ta là mẹ ruột của cậu... Cậu ta kể cho ta nghe toàn bộ câu chuyện của mình. Cậu ta đã bị dụ dỗ một cách khủng khiếp." Một trong những "kẻ dụ dỗ" được Liselotte cho là Chevalier de Lorraine - người tình của Philippe và cũng là kẻ thù không đội trời chung của bà.
Những vấn đề khác nảy sinh trong những năm sau đó bởi những cuộc cãi vã với Madame de Maintenon, người tình quan trọng cuối cùng và là người vợ bí mật của Louis XIV. Liselotte coi thường nữ hầu tước vì địa vị xã hội thấp kém và ham muốn quyền lực của bà. Liselotte mô tả bà trong nhiều lá thư với những biệt danh như "bà già buồn tẻ của Nhà vua", "mụ điếm già", "mụ phù thủy già", "Megaera", "Pantocrat (Đấng toàn năng)" hoặc là "rác rưởi của chuột trộn lẫn với hạt tiêu". Theo sự xúi giục của Maintenon, người ngày càng có nhiều quyền lực, việc liên lạc giữa Liselotte và anh rể bị hạn chế trong những dịp trang trọng, và nếu Nhà vua lui về phòng riêng với một số người họ hàng được chọn sau bữa tối, bà không còn được phép vào nữa. Năm 1686, Liselotte viết thư cho dì Sophie: "Nơi mà quỷ dữ không thể đến được, nó sẽ gửi đến một bà già, người mà tất cả chúng ta đều muốn tìm hiểu, là một phần của gia đình hoàng gia..." Vì thư từ của Liselotte bị bí mật theo dõi nên Nhà vua và Maintenon đã biết được những lời lăng mạ của bà, điều này càng làm mối quan hệ của Liselotte với Nhà vua trở nên xấu đi.
Ngoài ra, kể từ năm 1680 —sau Vụ án thuốc độc, trong đó có sự tham gia của Madame de Montespan, người tình trước đây của Louis XIV, Nhà vua, dưới ảnh hưởng của Madame de Maintenon cuồng tín, đã trải qua một sự thay đổi từ một kẻ lăng nhăng, chỉ quan tâm đến khoái lạc của mình và không ít lần lẻn vào phòng nữ quan của Liselotte, thành một người đàn ông ám ảnh với đạo đức, lòng mộ đạo và tôn giáo. Năm 1685, Louis XIV ban hành Sắc lệnh Fontainebleau, chấm dứt sự khoan dung tôn giáo của Sắc lệnh Nantes và tiếp tục đàn áp những người theo Tin lành, ở Pháp được gọi là Huguenot. Nhiều người Tin lành Pháp đã di cư sang Hà Lan và Đức, bao gồm cả dì của Liselotte là Emilie xứ Hessen-Kassel. Những người di cư được hỗ trợ bởi đại sứ Brandenburg Ezekiel Spanheim, người mà Liselotte rất thân thiết vì từng là gia sư của cả cha và anh trai bà. Vì bản thân Liselotte ban đầu là một người theo Tin lành và (trái ngược với Maintenon theo một nửa Huguenot) chỉ trở thành một người Công giáo nửa vời, điều này đã trở thành một phần quan trọng trong tình huống khó khăn của bà. Liselotte đổ lỗi cho tình cảnh này là do ảnh hưởng của Madame de Maintenon, người mà bà coi là đạo đức giả, thối nát và tham lam quyền lực:
Nhà vua...không biết một chữ nào về Kinh thánh của chúng ta; ngài ấy chưa bao giờ được phép đọc nó; nói rằng nếu ngài chỉ lắng nghe người xưng tội và nói về Pater Noster của mình, mọi thứ sẽ ổn và ngài sẽ hoàn toàn thánh thiện; chị thường phàn nàn về điều đó, bởi vì ý định của ngài luôn chân thành và tốt đẹp. Nhưng ngài, mụ phù thủy già và Hội Dòng Tên, đã bị buộc phải tin rằng nếu ngài làm hại những người theo Cải cách, điều đó sẽ thay thế vụ bê bối bằng Chúa và con người, như ngài đã làm với tội ngoại tình kép mà ngài đã phạm phải với Montespan. Đó là cách ngươi phản bội quý ông tội nghiệp. Chị đã thường nói với những vị linh mục ý kiến về vấn đề này. Hai trong số những người xưng tội của chị, pére Jourdan và pére de St. Pierre đã đồng ý với chị; vì vậy không có tranh chấp nào xảy ra.— Liselotte von der Pfalz: Bức thư gửi cho người em cùng cha khác mẹ Raugräfin Luise ngày 9 tháng 7 năm 1719.

Tuy nhiên, chủ đề này lại là điều cấm kỵ tại triều đình:
EL [người tình của Liselotte] đã đúng khi cho rằng người ta không nói về sự đau khổ ở đây nếu người ta làm những người theo Cải cách khốn khổ, người ta không nghe một lời nào về điều đó. Về những gì EL nói về việc này, EL chắc chắn nghĩ rằng cháu không được phép nói bất cứ điều gì, nhưng những suy nghĩ là miễn thuế; nhưng cháu phải nói rằng bất cứ điều gì IM (Vương hậu) có thể nói về việc này, đừng tin bất cứ điều gì nếu nó nghe điên rồ. Maintenon, cũng như Tổng giám mục Paris không nói; chỉ có nhà vua tin vào họ trong các vấn đề tôn giáo.— Liselotte von der Pfalz: Thư gửi Công tước phu nhân Sophie xứ Hannover ngày 10 tháng 10 năm 1699.

Tuy nhiên, Liselotte cũng nhìn thấy những cơ hội mà người Huguenot mang đến cho các quốc gia Tin lành sau khi di cư:
Những người theo Cải cách khốn khổ... định cư tại Đức sẽ biến người Pháp trở nên phổ biến. Colbert được cho là đã nói rằng nhiều người là thần dân của vua và thân vương, do đó muốn mọi người kết hôn và sinh con: vì vậy những thần dân mới của các tuyển hầu và thân vương Đức này sẽ trở nên giàu có.— Liselotte von der Pfalz: Thư gửi Công tước phu nhân Sophie xứ Hannover ngày 23 tháng 9 năm 1699.

Khi nhánh Pfalz-Simmern của nhà Wittelsbach kết thúc vào năm 1685 với cái chết của anh trai Liselotte là Karl II, Tuyển hầu xứ Pfalz, Louis XIV đã đưa ra yêu sách đối với Tuyển hầu xứ Pfalz thay mặt cho Liselotte, làm trái với hợp đồng hôn nhân của bà, và bắt đầu Chiến tranh kế vị Pfalz. Heidelberg (bao gồm cả cung điện của tuyển hầu tước) và Mannheim đã bị phá hủy. Trải nghiệm này cực kỳ đau thương đối với Liselotte, với cái chết của người em cùng cha khác mẹ yêu quý Karllutz và việc quê hương bị tàn phá bởi người anh rể dưới tên của chính bà.
...ngay khi cháu vừa mới bình phục một chút sau cái chết của Karllutz tội nghiệp, nỗi đau khổ khủng khiếp và đáng thương đã bắt đầu ở vùng Pfalz tội nghiệp này, và điều khiến cháu đau lòng nhất là tên của mình bị dùng để đẩy những người tội nghiệp vào cảnh bất hạnh tột cùng... Vì vậy, cháu không thể không hối tiếc và khóc than rằng, có thể nói, cháu chính là sự sụp đổ của quê hương mình...— Liselotte von der Pfalz: Thư gửi Công tước phu nhân Sophie xứ Hannover ngày 20 tháng 3 năm 1689.

Tình cảnh này đưa Liselotte vào cuộc xung đột nghiêm trọng với Nhà vua và nhóm thân cận. Philippe đã hào phóng phân phối chiến lợi phẩm chiến tranh mà ông có được (được gọi là tiền Orléans) cho những người được ông sủng ái, đặc biệt là Chevalier de Lorraine.
Năm 1692, Liselotte biết rằng sự bất lực của mình thậm chí còn lan sang cả các con khi Louis XIV gả con trai bà là Philippe, Công tước xứ Chartres cho Françoise Marie de Bourbon, con gái được hợp pháp hóa của Nhà vua và tình nhân Madame de Montespan. Những "con hoang từ vụ ngoại tình kép" khác của Nhà vua cũng kết hôn trong vương thất mở rộng, vì địa vị bất hợp pháp ngăn cản họ kết hôn với các triều đình nước ngoài và thậm chí với các gia đình quý tộc khác ở Pháp, nhưng Nhà vua từ chối để họ kết hôn với những người dưới "địa vị" của họ. Liselotte và các cận thần coi cuộc hôn nhân này là một sự pha trộn và một sự sỉ nhục, và bà đã phản ứng bằng sự phẫn nộ và tức giận. Nhiều biên niên sử gia ghi chép rằng Liselotte không còn kiểm soát được cảm xúc của mình nữa, và đã bật khóc vì tuyệt vọng trước toàn thể triều đình. Saint-Simon viết rằng Liselotte đã tát con trai mình trước toàn thể triều đình vì đã đồng ý kết hôn. Đám cưới diễn ra vào ngày 18 tháng 2 năm 1692. Nhà vua ban cho con gái Françoise Marie khoản tiền trợ cấp 50.000 écu và đồ trang sức trị giá 200.000 écu, và hứa tặng sính lễ trị giá hai triệu trong hợp đồng hôn nhân, nhưng cuối cùng số tiền này không bao giờ được trả. Cuộc hôn nhân này trở nên không hạnh phúc và Philippe đã ngoại tình trong suốt cuộc đời.
Năm 1693, Elisabeth Charlotte mắc phải căn bệnh đậu mùa chết người. Bà bỏ qua chỉ dẫn của các bác sĩ đương thời và đã sống sót qua bệnh tật, nhưng cuối cùng lại có một khuôn mặt rỗ. Liselotte không quan tâm đến điều này, vì bà luôn coi mình xấu xí (theo một cách cường điệu quá mức) và không bận tâm đến việc trang điểm. Có thể do hậu quả tiếp theo của căn bệnh, từ năm 1694 trở đi, Liselotte tăng cân rất nhiều, đến mức gây cản trở việc đi lại của bà. Mặc dù vậy, Liselotte vẫn tiếp tục đi săn, nhưng chỉ với những con ngựa đủ lớn và khỏe để có thể nâng đỡ trọng lượng của bà. Sự thay đổi về ngoại hình của Liselotte được ghi chép rõ ràng trong các bức chân dung còn sót lại từ thời kỳ này.
Vào tháng 9 năm 1700, Liselotte phàn nàn với dì Sophie: "Làm Madame là một nghề tuyệt vời, cháu sẽ bán nó như những mẻ hàng ở nông thôn, cháu sẽ mang nó đi bán từ lâu rồi". Sophie, người lớn lên trong hoàn cảnh tương đối khiêm tốn khi lưu vong ở Hà Lan, đã bình luận về lời than thở của cháu gái mình trong một lá thư gửi cho người em khá nghèo khó của Liselotte, Karllutz:
Madame cũng có nỗi lo lắng của mình, nhưng ở vị trí của mình, cháu ấy có đủ điều để tự an ủi mình.— Bức thư của Công tước phu nhân Sophie xứ Hannover gửi cho cháu trai Raugraf Karllutz ngày 16 tháng 8 năm 1687.

Khi Sophie được tuyên bố là người thừa kế ngai vàng Anh vào mùa xuân năm 1701 theo Đạo luật Kế vị, Liselotte (người sẽ có quyền yêu sách tốt hơn nếu không theo Công giáo) đã bình luận vào ngày 15 tháng 5 trong một lá thư gửi cho em gái cùng cha khác mẹ Raugräfin Luise: "Chị thà làm tuyển hầu tước còn hơn làm vua nước Anh. Sự hài hước của người Anh và quốc hội của họ không phải là việc của chị, dì ấy giỏi hơn chị; dì ấy cũng sẽ biết cách đối phó với họ tốt hơn chị".

### Góa bụa

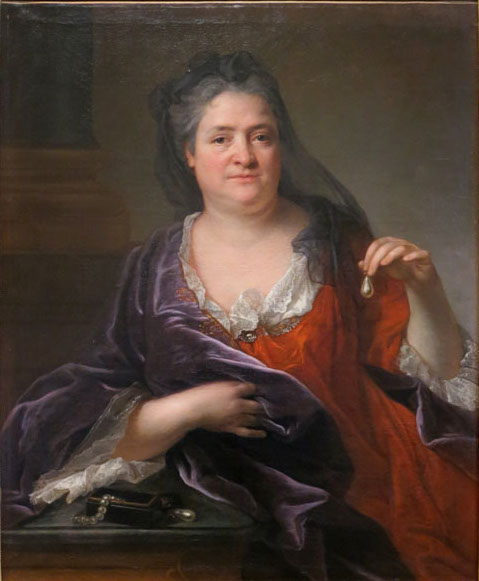
Elisabeth Charlotte, Công tước phu nhân xứ Orléans, của André Bouys, năm 1700.

Vào ngày 9 tháng 6 năm 1701, Công tước xứ Orléans qua đời vì cơn đột quỵ tại Château de Saint-Cloud. Trước đó, Philippe đã có một cuộc tranh cãi nảy lửa với anh trai Louis XIV tại Château de Marly về hành vi của con trai, người cũng là con rể của Louis. Philippe chỉ để lại các khoản nợ, và Liselotte đã khôn ngoan từ bỏ tài sản chung của họ. Trong di chúc được công bố công khai trên tờ Mercure galant và Gazette d’Amsterdam, Philippe không hề nhắc đến Liselotte. Liselotte đích thân đốt những bức thư tình mà Philippe trao đổi với tình nhân để chúng không rơi vào tay các công chứng viên: "...trong những chiếc hộp, ta khóa chặt tất cả những bức thư mà các chàng trai viết cho ngài ấy, rồi đốt chúng mà không đọc để chúng không rơi vào tay người khác". Bà viết cho dì Sophie: "Cháu phải thú nhận rằng cháu buồn hơn nhiều nếu như Monsieur không phục vụ một cách tệ hại với nhà vua như vậy". Thái độ của Liselotte đối với những mignons của Philippe không còn nghiêm nghị nữa mà trở nên bình thản hơn. Khi Liselotte được báo cáo vào năm 1702 rằng Bá tước xứ Albemarle, người tình của vua William III của Anh suýt qua đời vì đau tim, bà đã bình luận một cách khô khan: "Chúng tôi chưa từng thấy những người bạn như vậy ở đây với hoàng thượng...".
Sau khi Philippe qua đời, Liselotte lo sợ rằng nhà vua sẽ đưa bà vào tu viện (theo quy định trong hợp đồng hôn nhân), do đó Liselotte cố gắng làm hòa với Madame de Maintenon. Bà giải thích một cách thẳng thắn và thoải mái với nhà vua: "Nếu ta không yêu ngài, thì ta đã không ghét Madame de Maintenon đến vậy, chính xác là vì ta tin rằng bà ta đang cướp đi sự ưu ái của ngài đối với ta". Madame de Maintenon đã đối chất với Liselotte về các bản sao bí mật của những lá thư mà bà gửi cho những người ở nước ngoài, trong đó đầy rẫy những lời lăng mạ nhắm vào Maintenon, và được đọc một cách thích thú tại các triều đình nước ngoài. Liselotte được cảnh báo phải thay đổi thái độ với Madame de Maintenon, nhưng sự hòa bình giữa hai người phụ nữ này rất mong manh, và Liselotte "chịu đựng nhiều hơn là được yêu thương". Ngoại trừ những dịp chính thức, Liselotte hiếm khi được phép vào vòng tròn thân cận của Nhà vua. Bà bị trừng phạt bằng sự khinh miệt nhất là bởi Maria Adelaide của Savoia, cháu gái của Philippe từ cuộc hôn nhân đầu tiên và là cháu dâu của Louis XIV, một đứa trẻ hư hỏng, nhưng lại là người được cả nhà vua và tình nhân của ông yêu mến.
Sau khi Monsieur qua đời, Liselotte sống trong phòng cũ của chồng tại Versailles và tham gia các chuyến viếng thăm triều đình ở Marly hoặc Fontainebleau. Liselotte vẫn được phép tham gia các cuộc săn bắn của triều đình, và bà với Nhà vua không còn cưỡi ngựa mà ngồi và cùng nhau bắn từ một chiếc xe ngựa. Liselotte tránh xa Palais Royal và Saint Cloud cho đến năm 1715 để không trở thành gánh nặng cho con trai và con dâu. Bà hiếm khi đến dinh thự xa xôi của mình, Lâu đài Montargis, tuy nhiên bà đã cố gắng không bán nó trong trường hợp Nhà vua chán sự hiện diện của bà tại Versailles, điều mà Maintenon nỗ lực hướng tới:
...ngày nào bà ta (Madame de Maintenon) cũng thô lỗ với cháu, lấy đi những chiếc bát cháu muốn ăn tại bàn tiệc của Nhà vua; khi cháu đến chỗ bà ta, bà ta lườm cháu và không nói gì hoặc cười nhạo cháu với những người hầu; Mụ già ra lệnh điều đó, với hy vọng cháu sẽ tức giận để họ có thể nói rằng họ không thể sống với cháu và gửi cháu đến Montargis. Nhưng cháu nhận ra trò hề, vì vậy hãy cười vào mọi thứ dì bắt đầu và đừng phàn nàn, đừng nói một lời; nhưng để thú nhận sự thật, cháu sống một cuộc sống khốn khổ ở đây, nhưng trò chơi của cháu đã được giải quyết, cháu để mọi thứ diễn ra như nó diễn ra và tự giải trí tốt nhất có thể, nghĩ rằng: người già không bất tử và mọi thứ đều kết thúc trên thế giới; họ sẽ không đưa cháu ra khỏi đây ngoại trừ cái chết. Điều đó khiến dì tuyệt vọng với cái ác...— Liselotte von der Pfalz: Thư gửi cho dì Sophie xứ Hannover ngày 20 tháng 9 năm 1708.

### Thời kỳ nhiếp chính và cái chết

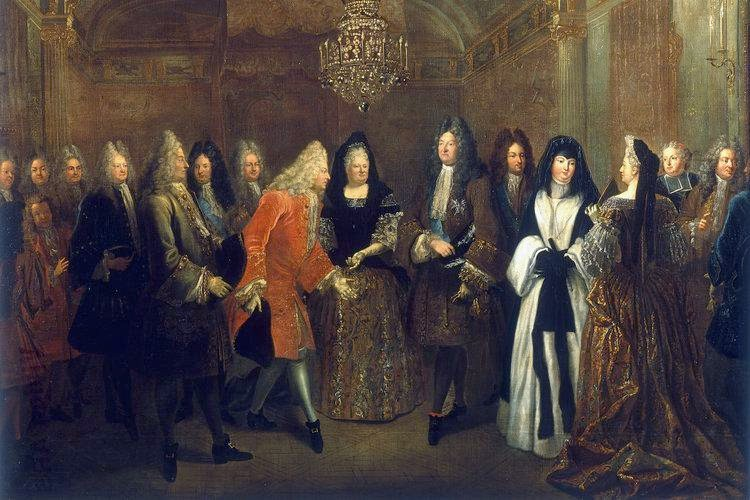
Louis XIV tiếp đón vị vua tương lai của Ba Lan và Tuyển hầu tước xứ Sachsen Augustus III, tranh của Louis de Silvestre, năm 1714. Người phụ nữ đứng giữa Augustus (mặc đồ màu đỏ) và nhà vua là Liselotte.

Louis XIV qua đời vào ngày 1 tháng 9 năm 1715 sau 72 năm và 110 ngày trị vì. Một trong những người cuối cùng Louis triệu tập đến giường bệnh là Liselotte, và nhà vua chào tạm biệt bà bằng những lời khen ngợi cao quý. Trong di chúc của mình, nhà vua quá cố đã chia các đặc quyền của triều đình cho những người họ hàng và cận thần, giao cho người con trai được hợp pháp hóa của mình là Công tước xứ Maine quyền giám hộ vị vua mới là Louis XV, khi đó mới 5 tuổi. Quốc hội Paris đã lật ngược các điều khoản trong di chúc theo yêu cầu của con trai Liselotte là Philippe II, Công tước xứ Orléans, thành viên phụ hệ hợp pháp duy nhất của hoàng gia Pháp, trở thành Nhiếp chính cho vị vua chưa đủ tuổi, bắt đầu thời kỳ được gọi là Régence. Liselotte trở thành đệ nhất phu nhân của triều đình, như bà đã từng chính thức làm ít nhất một lần trước đây, giữa cái chết của Maria Anna Victoria xứ Bayern, Dauphine nước Pháp (ngày 20 tháng 4 năm 1690) và cuộc hôn nhân của Maria Adelaide của Savoia với Louis, Công tước xứ Bourgogne (ngày 7 tháng 12 năm 1697).

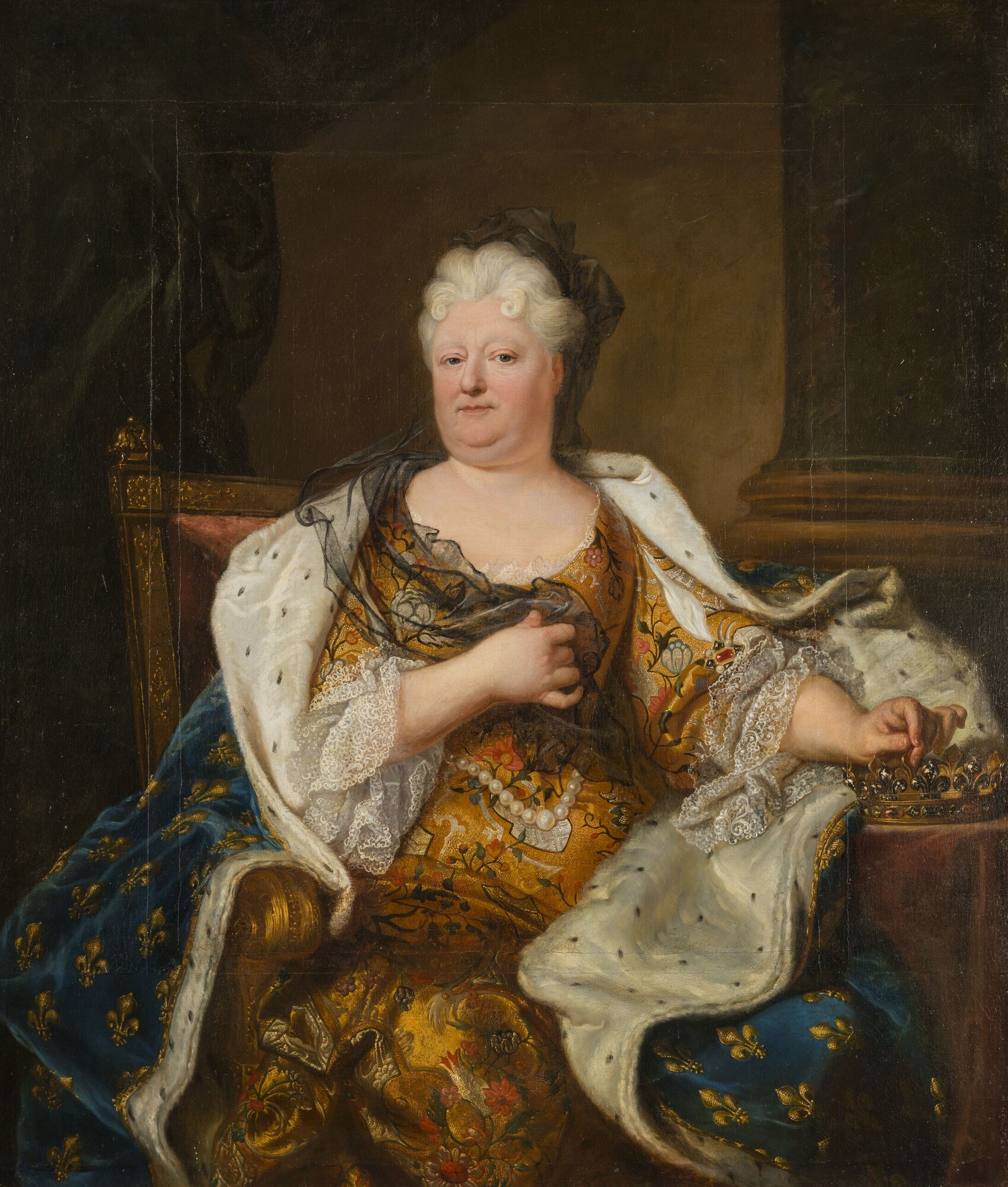
Chân dung bởi Hyacinthe Rigaud, 1713.

Triều đình Versailles được cho giải tán cho đến khi vị vua mới đến tuổi trưởng thành, như cố vương Louis XIV đã ra lệnh, và Liselotte sớm có thể trở về Saint-Cloud yêu dấu của mình, nơi bà đã dành bảy tháng trong năm kể từ đó, với những người nữ quan già bầu bạn với bà: "Marschallin" Louise-Françoise de Clérambault và Eleonore von Venningen (họ von Rathsamshausen sau khi kết hôn). Liselotte không thích dành mùa đông tại Palais Royal (nơi ở chính thức của con trai bà và gia đình) vì không khí ô nhiễm của Paris do khói từ nhiều ống khói (và "vì vào buổi sáng bạn chỉ có thể ngửi thấy mùi ghế bành và bô vệ sinh trống rỗng") và những ký ức tồi tệ về cuộc hôn nhân của bà:
Thật không may là chị phải quay lại Paris buồn tẻ, nơi chị có rất ít thời gian nghỉ ngơi. Nhưng người ta phải làm bổn phận của mình; chị trong ân sủng của người Paris rằng sẽ rất buồn nếu chị không còn sống ở đây nữa; do đó phải hy sinh nhiều tháng cho những người tốt. Họ xứng đáng (với điều đó) từ chị, thích chị hơn các hoàng tử và công chúa sinh ra ở đây; họ nguyền rủa em và ban phước cho chị khi chị đi xe qua thị trấn. Chị cũng yêu người Paris, họ là những người tốt. Bản thân chị thích rằng chị ghét không khí và ngôi nhà ở nơi đây đến vậy.— Liselotte von der Pfalz: Thư gửi em gái cùng cha khác mẹ Raugräfin Luise từ ngày 28 tháng 11 năm 1720.

Mặc dù không có thói quen can thiệp vào chính trị, chỉ một tháng sau khi Louis XIV qua đời, Liselotte đã vận động thành công việc trả tự do cho những người Huguenot đã bị đày đi thuyền khổ sai trong nhiều năm vì đức tin của họ. 184 người, bao gồm nhiều nhà thuyết giáo đã được thả, và vào hai năm sau, Liselotte đã trả tự do cho thêm 30 người nữa.
Cho dù địa vị của bà được nâng cao, nhưng Liselotte không được hưởng sự nhẹ nhõm của đất nước sau thời kỳ cai trị lâu dài của Louis XIV. Bà "không thể giải mã các dấu hiệu của thời đại; bà chỉ thấy sự suy tàn và xuống cấp của đạo đức, trong khi thực tế một xã hội mới đã ra đời, sôi động, thiếu tôn trọng, háo hức di chuyển và sống tự do, tò mò về niềm vui của các giác quan và những cuộc phiêu lưu của tinh thần". Ví dụ, bà từ chối tiếp những vị khách không ăn mặc đúng theo nghi lễ triều đình:
Bởi vì các quý cô không thể quyết tâm mặc đồ bó và buộc dây... theo thời gian, họ sẽ phải trả giá đắt cho sự lười biếng của mình; bởi vì một lần nữa trở thành vương hậu, tất cả các cô sẽ phải ăn mặc như trước ngày này, điều đó sẽ là một sự đau khổ cho các cô; - "Các cô không còn biết trang trại là gì"... không còn trang trại nào ở khắp nước Pháp nữa. Maintenon là người đầu tiên phát minh ra điều đó; bởi vì, khi bà ta thấy rằng Nhà vua không muốn công bố bà trước mặt vương hậu, bà đã ra lệnh (ngăn cản) Dauphine trẻ tuổi tổ chức một triều đình, như giữ mình trong căn phòng với không cấp bậc hay phẩm giá; đúng vậy, các trữ quân và Dauphine đã phải đợi người phụ nữ này ở phòng vệ sinh và tại bàn với lý do rằng đó sẽ là một trò chơi.— Liselotte von der Pfalz: Thư gửi chị gái cùng cha khác mẹ Raugräfin Luise từ ngày 23 tháng 5 năm 1720.

Trên hết, Liselotte lo lắng về nhiều âm mưu chống lại con trai Philippe. Bà căm ghét bộ trưởng ngoại giao và sau này là thủ tướng, Cha Guillaume Dubois (người giữ chức Hồng y từ năm 1721) và không tin tưởng vào nhà kinh tế và giám đốc tài chính John Law, người đã gây ra sự mất giá tiền tệ và bong bóng đầu cơ (được gọi là bong bóng Mississippi):
Chị muốn tên Law này đến Blockula cùng với nghệ thuật và hệ thống của ông ta và không bao giờ được đặt chân đến nước Pháp.— Liselotte von der Pfalz: Thư gửi em gái cùng cha khác mẹ Raugräfin Luise từ ngày 11 tháng 7 năm 1720.

Với tư cách là cố vấn giáo sĩ, bà coi trọng hai người ủng hộ trung thành của Thời kỳ Khai Sáng: Tổng giám mục François Fénelon (người đã mất uy tín dưới thời Louis XIV) cũng như người xưng tội không thường xuyên của bà là Abbé de Saint-Pierre. Etienne de Polier de Bottens, một người Huguenot đã theo bà từ Heidelberg đến Pháp, cũng đóng một vai trò đặc biệt là người bạn tâm giao và cố vấn tinh thần. Liselotte, từ lâu là một nhân vật bên lề tại triều đình, với tư cách là mẹ của Ngài Nhiếp chính, đột nhiên trở thành đầu mối liên lạc của nhiều người. Tuy nhiên, Liselotte không hề đánh giá cao sự thay đổi vai trò này:
...Thực ra chị thích ở đây (ở Saint-Cloud), vì chị có thể nghỉ ngơi tại đây; còn ở Paris thì chị hoàn toàn không được nghỉ ngơi, và nếu chị nói theo kiểu Pfalz tốt đẹp, thì chị bị gọi đến Paris một cách quá đáng; ông ta mang cho em một chỗ, người kia làm phiền để em phải nói trước mặt ông ta (thay ông kia); người này đòi gặp, người kia muốn câu trả lời; tóm lại, chị không thể chịu đựng được việc bị hành hạ ở đó, còn tệ hơn không bao giờ, chị lại lái xe đi với niềm vui, và người ta khá ngạc nhiên rằng chị không hoàn toàn bị quyến rũ bởi những người hudleyen này, và thú nhận rằng chị hoàn toàn không thể chịu đựng được...— Liselotte von der Pfalz: Thư gửi em gái cùng cha khác mẹ Raugräfin Luise từ ngày 19 tháng 5 năm 1718.

...điều khiến chị thích nhất ở các buổi diễn, vở opera và hài kịch là các chuyến viếng thăm. Khi chị không vui, chị không thích nói, và chị nghỉ ngơi trong những lời nói dối của mình. Nếu chị không thích cảnh tượng, chị ngủ; giấc ngủ thật nhẹ nhàng với âm nhạc...— Liselotte von der Pfalz: Thư gửi người em gái cùng cha khác mẹ Raugräfin Luise từ ngày 12 tháng 2 năm 1719.

Liselotte quan tâm đến opera và sân khấu và theo dõi sự phát triển của chúng trong nhiều thập kỷ, và cũng có thể đọc thuộc lòng những đoạn văn dài. Bà đọc rất nhiều, với bằng chứng từ nhiều lá thư của bà, và có một thư viện gồm hơn 3000 tập, bao gồm tất cả các tiểu thuyết và vở kịch nổi tiếng của Pháp và Đức thời bấy giờ (Voltaire đã dành tặng bà vở bi kịch Oedipe), cũng như hầu hết các tác giả Hy Lạp và La Mã cổ điển (bản dịch tiếng Đức và tiếng Pháp), Kinh thánh Luther, bản đồ có khắc đồng, nhật ký du lịch từ khắp nơi trên thế giới cũng như các tập sách về lịch sử tự nhiên, y học và toán học. Liselotte đã tích lũy được một bộ sưu tập tiền xu đồ sộ, chủ yếu là những đồng tiền vàng cổ, và sở hữu 30 cuốn sách về khoa học tiền xu cũng như trao đổi thư từ với Spanheim và các nhà nghiên cứu tiền xu khác. Bà cũng mua ba chiếc kính hiển vi mới được phát minh, dùng để nghiên cứu côn trùng và những thứ khác. Liselotte dành những ngày của mình tại các cuộc họp của triều đình, viết thư, đọc và nghiên cứu.

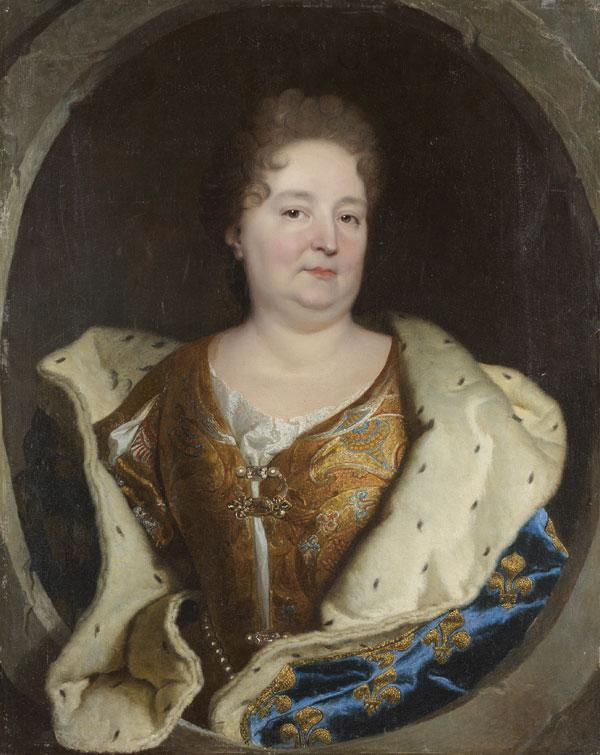
Elisabeth Charlotte, Công tước phu nhân xứ Orléans. Chân dung được vẽ sau khi Elisabeth Charlotte qua đời bởi Hyacinthe Rigaud tại xưởng vẽ, 1723.

Vào tháng 6 năm 1722, Liselotte đến thăm Versailles lần cuối cùng, khi Louis XV 12 tuổi đón cô dâu 4 tuổi của mình là Infanta Mariana Victoria của Tây Ban Nha. Khi nhìn thấy căn phòng nơi Louis XIV qua đời, bà đã rơi nước mắt:
Vì vậy, ta phải thừa nhận rằng ta không thể quen với việc chỉ nhìn thấy trẻ con ở khắp mọi nơi và không thấy vị vua vĩ đại mà ta yêu quý đến vậy.— Liselotte von der Pfalz: Thư gửi Christian Friedrich von Harling từ ngày 4 tháng 7 năm 1722.

Elisabeth Charlotte qua đời vào ngày 8 tháng 12 năm 1722 lúc 3:30 sáng tại Château de Saint-Cloud, thọ 70 tuổi. Bà được chôn cất tại nghĩa trang hoàng gia tại Vương cung thánh đường Saint-Denis, bên cạnh chồng và người vợ đầu tiên của ông. Con trai bà Philippe đã thương tiếc mẹ rất nhiều (chỉ một năm sau, ông được đặt cạnh bà tại ngôi mộ), và không tham gia thánh lễ tưởng niệm vào ngày 18 tháng 3 năm 1723. Trong bài giảng tang lễ, bà được mô tả như sau:
...Ta không biết ai kiêu hãnh và hào phóng như vậy mà không hề kiêu ngạo; Ta không biết ai hấp dẫn và dễ mến như vậy mà không hề lười biếng và bất lực; sự pha trộn đặc biệt giữa vóc dáng Đức và tính xã giao của người Pháp đã tự bộc lộ, đòi hỏi sự ngưỡng mộ. Mọi thứ về bà ấy đều là phẩm giá, nhưng là phẩm giá duyên dáng. Mọi thứ đều tự nhiên, không phức tạp và không thủ đoạn. Bà cảm nhận được mình là ai và để những người khác cảm thấy điều đó. Nhưng bà cảm nhận điều đó mà không hề kiêu ngạo và để những người khác cảm nhận điều đó mà không khinh thường.

Trong hồi ký của mình, Saint-Simon đã mô tả Liselotte:
...mạnh mẽ, can đảm, là người Đức thực thụ, cởi mở và thẳng thắn, tốt bụng và nhân hậu, cao thượng và vĩ đại trong mọi cách cư xử, nhưng lại cực kỳ nhỏ mọn so với sự tôn trọng mà bà đáng được hưởng...

## Di sản
Năm 1788, một số đoạn trích dài hơn từ các lá thư của Liselotte lần đầu tiên xuất hiện trong bản dịch tiếng Pháp, sau đó vài năm trong bản gốc tiếng Đức, dưới tiêu đề Những giai thoại từ Triều đình Pháp, đặc biệt là từ thời Louis XIV và Công tước Nhiếp chính. Trong Cách mạng Pháp, Liselotte được tin là nhân chứng chính cho sự đồi trụy và phù phiếm của Ancien Régime. Chronique scandaleuse này trở nên phổ biến ở Đức khi các biên tập viên của các lá thư thành công trong việc xác định tác giả là một công nữ Đức có đạo đức và trung thực giữa cuộc sống cung đình đồi trụy và phù phiếm của Pháp. Với sự ác cảm với lối sống của người Pháp và sự nhiệt tình với mọi thứ liên quan đến Đức (đặc biệt là vùng Pfalz), các lá thư bà xuất bản đã đi theo khuôn mẫu của tư tưởng chống Pháp trong nền văn học Đức thế kỷ 17.
Năm 1791, một tuyển tập thư mới, được biên tập ẩn danh đã xuất hiện dưới tiêu đề "Lời thú tội của Công nữ Elisabeth Charlotte xứ Orléans". Trong ấn phẩm này, bà được miêu tả là Người phụ nữ Đức tốt bụng, trung thực - không có tất cả những cảm xúc được nuông chiều và lén lút của cung đình, không có tất cả sự gian dối và mơ hồ của trái tim- , đại diện cho thời đại trung thực hơn của những thế kỷ trước, mà các cung điện Đức phải quay trở lại để ngăn chặn cuộc cách mạng. Công tước phu nhân xứ Orléans do đó đã trở thành một nhân vật có tầm quan trọng đáng kể về mặt văn hóa tại Đức.
Friedrich Karl Julius Schütz đã xuất bản một tuyển tập các bức thư mới vào năm 1820, đồng thời nhấn mạnh "sự tương phản mạnh mẽ giữa sự giản dị, lòng trung thành, sự trung thực và hiệu quả thực sự của người Đức xưa... với sự quyến rũ, xa hoa, nghi thức và lòng hào hiệp, chẳng hạn như tinh thần hấp dẫn vô hạn và toàn bộ sự phù phiếm và đạo đức giả được phát triển có hệ thống của triều đình này trong suốt nửa thế kỷ."
"Trong suốt thế kỷ 19, các lá thư mất đi tính liên quan trực tiếp đến chính trị, nhưng vì ý nghĩa văn hóa và lịch sử cũng như khả năng sử dụng ở Đức, chúng vẫn được nhiều biên tập viên tận tâm và công chúng rộng rãi ủng hộ."  Wolfgang Menzel, người đã biên tập một tập thư Liselotte gửi cho người em cùng cha khác mẹ là Raugräfin Luise vào năm 1843, đã nhìn thấy ở Công tước phu nhân xứ Orléans là người phụ nữ Đức giản dị và tâm hồn cởi mở nhất thế giới, người chỉ phải chứng kiến quá nhiều sự tha hóa về mặt đạo đức... có thể hiểu được tại sao đôi khi bà ấy bày tỏ về điều đó bằng những từ ngữ thô thiển nhất. Từ đó trở đi, những lá thư được sử dụng rộng rãi như một công cụ tuyên truyền chống Pháp bởi một phong trào dân tộc chủ nghĩa Đức đang phát triển. Liselotte được cách điệu thành một vị tử đạo của triều đình Pháp và được nâng lên thành một nhân vật sùng bái quốc gia, bởi những nhân vật như Paul Heyse, Theodor Schott và Eduard Bodemann.

## Tính cách và ngoại hình

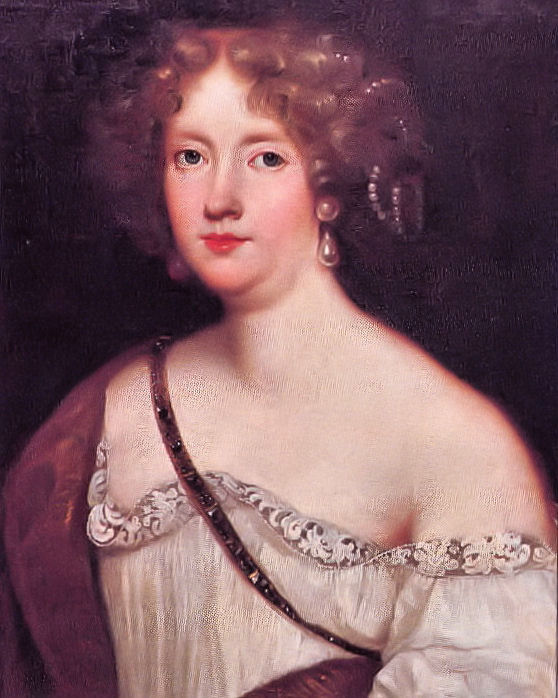
Tranh của Pierre Mignard, 1677

Liselotte được miêu tả là rắn rỏi và nam tính. Bà sở hữu sức bền để đi săn cả ngày, từ chối đeo mặt nạ mà phụ nữ Pháp thường đeo để bảo vệ làn da của họ khi ở ngoài trời. Kết quả là, khuôn mặt của Liselotte trở nên hồng hào và sạm nắng. Bà bước đi nhanh nhẹn, và hầu hết các cận thần không thể theo kịp, ngoại trừ Nhà vua. Liselotte có thái độ "không nhảm nhí". Sự thèm ăn cuồng nhiệt khiến Liselotte tăng cân theo năm tháng, và khi mô tả về bản thân, bà đã từng bình luận rằng mình sẽ ngon như một con lợn sữa quay. Được nuôi dạy như một người theo đạo Tin lành, bà không thích các thánh lễ dài bằng tiếng Latinh. Liselotte giữ sự trung thành và đôi khi phẫn nộ vì sự không chung thủy công khai của giới quý tộc, và quan điểm của bà thường trái ngược với quan điểm phổ biến tại triều đình Pháp.
Liselotte được biết đến với nhiều tên gọi và danh hiệu khác nhau trong nhiều ngôn ngữ, hoặc là các biến thể của tên riêng, chẳng hạn như Charlotte Elisabeth, Elisabeth Charlotte và Liselotte von der Pfalz, hoặc là các biến thể của tước hiệu và tên gọi lãnh thổ, chẳng hạn như Tuyển hầu thân vương nữ, Thân vương nữ Pfalz, của Pfalz, của Rhein hay "the Palatine", v.v.
Các tước hiệu triều đại mà Liselotte được hưởng là Nữ Hành cung Bá tước xứ Rhein tại Simmern và Nữ Công tước xứ Bayern. Tại triều đình Pháp, bà được gọi là Thân vương nữ Pfalz Elisabeth Charlotte trước khi kết hôn, và sau đó tước hiệu chính thức của bà trở thành "Her Royal Highness, Madame, Duchess of Orléans (Her Royal Highness, Madame, Công tước phu nhân xứ Orléans)", mặc dù Liselotte được biết đến rộng rãi hơn với tên gọi đơn giản là Madame, một danh hiệu độc đáo mà bà được hưởng với tư cách là vợ của em trai Nhà vua.

## Hậu duệ

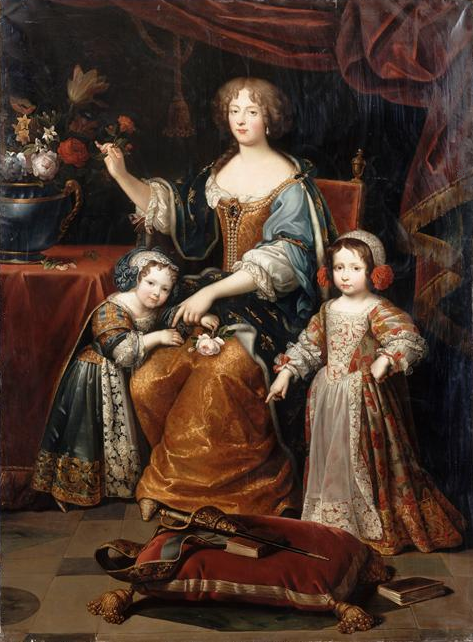
Elisabeth Charlotte, Công tước phu nhân xứ Orléans cùng Élisabeth Charlotte và Philippe. Bản sao của Jean-Gilbert Murat (1837) theo bản gốc của Pierre Mignard từ khoảng năm 1678–1679.

Liselotte và Philippe I xứ Orléans có ba người con chung:
- Alexandre Louis d'Orléans, Công tước xứ Valois (2 tháng 7 năm 1673 – 16 tháng 3 năm 1676).[120]
- Philippe d'Orléans (2 tháng 8 năm 1674 – 2 tháng 12 năm 1723)
- Élisabeth Charlotte d'Orléans (13 tháng 9 năm 1676 – 23 tháng 12 năm 1744)

Liselotte có mối quan hệ nồng ấm với các con của mình. Bà đã vô cùng đau buồn trước cái chết bất ngờ của con trai cả Alexandre Louis khi mới hai tuổi, và đã để tang con trai trong sáu tháng trước khi con gái bà chào đời, người dường như đã giúp bà vượt qua nỗi mất mát khủng khiếp.
Ta không nghĩ người ta có thể chết vì đau buồn quá mức, nếu không thì chắc chắn rằng ta đã chết rồi, vì những gì ta cảm thấy bên trong là không thể diễn tả được.— Liselotte von der Pfalz: Thư gửi Anna Katharina von Offen vào tháng 4 năm 1676 về cái chết của người con trai đầu lòng.

Người con trai út Philippe có ngoại hình giống Liselotte và có chung sở thích về văn học, nghệ thuật và khoa học với mẹ. Trong suốt cuộc đời của cha mình và ngay sau đó, mối quan hệ của Philippe với mẹ trở nên xa cách dưới ảnh hưởng của cha và những người được ông sủng ái, và Liselotte thường chỉ trích sự trụy lạc của ông. Tuy nhiên về sau, mối quan hệ của họ đã được cải thiện.

## Danh hiệu và tước hiệu
- 27 tháng 5 năm 1652 – 16 tháng 11 năm 1671: Tuyển hầu thân vương nữ Elisabeth Charlotte Điện hạ Đáng kính[122]
- 16 tháng 11 năm 1671 – 9 tháng 6 năm 1701: Công tước phu nhân xứ Orléans Điện hạ [122]
- 9 tháng 6 năm 1701 – 8 tháng 12 năm 1722: Thái Công tước phu nhân xứ Orléans Điện hạ
  - Madame là danh hiệu phổ biến được trao cho Elisabeth Charlotte từ khi kết hôn. [122]

## Tổ tiên
| \| \| \| \| \| \| \| \| \| \| \| \| \| \| 16. Ludwig VI xứ Pfalz \| \| \| \| \| \| \| \| \| \| \| \| \| \| \| \| \| \| \| \| \| \| \| \| \| \| \| \| \| \| \| \| \| \| \| \| \| \| \| \| \| \| \| \| \| \| \| \| \| \| \| \| \| \| \| \| \| \| \| \| 8. Friedrich IV xứ Pfalz \| \| \| \| \| \| \| \| \| \| \| \| \| \| \| \| \| \| \| \| \| \| \| \| \| \| \| \| \| \| \| \| \| \| \| \| \| \| \| \| \| \| \| \| \| \| \| \| \| \| \| \| \| \| \| \| \| \| \| \| \| \| \| \| \| \| \| \| \| \| \| \| 17. Elisabeth xứ Hessen, Tuyển hầu phu nhân xứ Pfalz \| \| \| \| \| \| \| \| \| \| \| \| \| \| \| \| \| \| \| \| \| \| \| \| \| \| \| \| \| \| \| \| \| \| \| \| \| \| \| \| \| \| \| \| \| \| \| \| \| \| \| \| \| \| \| \| \| \| \| \| \| \| \| \| \| \| \| \| \| \| \| \| 4. Friedrich V xứ Pfalz \| \| \| \| \| \| \| \| \| \| \| \| \| \| \| \| \| \| \| \| \| \| \| \| \| \| \| \| \| \| \| \| \| \| \| \| \| \| \| \| \| \| \| \| \| \| \| \| \| \| \| \| \| \| \| \| \| \| \| \| \| \| \| \| \| \| \| \| \| \| \| \| 18=30. Willem I xứ Oranje \| \| \| \| \| \| \| \| \| \| \| \| \| \| \| \| \| \| \| \| \| \| \| \| \| \| \| \| \| \| \| \| \| \| \| \| \| \| \| \| \| \| \| \| \| \| \| \| \| \| \| \| \| \| \| \| \| \| \| \| \| \| \| \| \| \| \| \| \| \| \| \| 9. Louise Juliana xứ Nassau \| \| \| \| \| \| \| \| \| \| \| \| \| \| \| \| \| \| \| \| \| \| \| \| \| \| \| \| \| \| \| \| \| \| \| \| \| \| \| \| \| \| \| \| \| \| \| \| \| \| \| \| \| \| \| \| \| \| \| \| \| \| \| \| \| \| \| \| \| \| \| \| 19=31. Charlotte xứ Bourbon \| \| \| \| \| \| \| \| \| \| \| \| \| \| \| \| \| \| \| \| \| \| \| \| \| \| \| \| \| \| \| \| \| \| \| \| \| \| \| \| \| \| \| \| \| \| \| \| \| \| \| \| \| \| \| \| \| \| \| \| \| \| \| \| \| \| \| \| \| \| \| \| 2. Karl I Ludwig xứ Pfalz \| \| \| \| \| \| \| \| \| \| \| \| \| \| \| \| \| \| \| \| \| \| \| \| \| \| \| \| \| \| \| \| \| \| \| \| \| \| \| \| \| \| \| \| \| \| \| \| \| \| \| \| \| \| \| \| \| \| \| \| \| \| \| \| \| \| \| \| \| \| \| \| 20. Henry Stuart \| \| \| \| \| \| \| \| \| \| \| \| \| \| \| \| \| \| \| \| \| \| \| \| \| \| \| \| \| \| \| \| \| \| \| \| \| \| \| \| \| \| \| \| \| \| \| \| \| \| \| \| \| \| \| \| \| \| \| \| \| \| \| \| \| \| \| \| \| \| \| \| 10. James I của Anh và VI của Scotland \| \| \| \| \| \| \| \| \| \| \| \| \| \| \| \| \| \| \| \| \| \| \| \| \| \| \| \| \| \| \| \| \| \| \| \| \| \| \| \| \| \| \| \| \| \| \| \| \| \| \| \| \| \| \| \| \| \| \| \| \| \| \| \| \| \| \| \| \| \| \| \| 21. Mary I của Scotland \| \| \| \| \| \| \| \| \| \| \| \| \| \| \| \| \| \| \| \| \| \| \| \| \| \| \| \| \| \| \| \| \| \| \| \| \| \| \| \| \| \| \| \| \| \| \| \| \| \| \| \| \| \| \| \| \| \| \| \| \| \| \| \| \| \| \| \| \| \| \| \| 5. Elizabeth Stuart \| \| \| \| \| \| \| \| \| \| \| \| \| \| \| \| \| \| \| \| \| \| \| \| \| \| \| \| \| \| \| \| \| \| \| \| \| \| \| \| \| \| \| \| \| \| \| \| \| \| \| \| \| \| \| \| \| \| \| \| \| \| \| \| \| \| \| \| \| \| \| \| 22. Frederik II của Đan Mạch \| \| \| \| \| \| \| \| \| \| \| \| \| \| \| \| \| \| \| \| \| \| \| \| \| \| \| \| \| \| \| \| \| \| \| \| \| \| \| \| \| \| \| \| \| \| \| \| \| \| \| \| \| \| \| \| \| \| \| \| \| \| \| \| \| \| \| \| \| \| \| \| 11. Anna của Đan Mạch \| \| \| \| \| \| \| \| \| \| \| \| \| \| \| \| \| \| \| \| \| \| \| \| \| \| \| \| \| \| \| \| \| \| \| \| \| \| \| \| \| \| \| \| \| \| \| \| \| \| \| \| \| \| \| \| \| \| \| \| \| \| \| \| \| \| \| \| \| \| \| \| 23. Sophie xứ Mecklenburg-Güstrow \| \| \| \| \| \| \| \| \| \| \| \| \| \| \| \| \| \| \| \| \| \| \| \| \| \| \| \| \| \| \| \| \| \| \| \| \| \| \| \| \| \| \| \| \| \| \| \| \| \| \| \| \| \| \| \| \| \| \| \| \| \| \| \| \| \| \| \| \| \| \| \| 1. Elisabeth Charlotte của Pfalz \| \| \| \| \| \| \| \| \| \| \| \| \| \| \| \| \| \| \| \| \| \| \| \| \| \| \| \| \| \| \| \| \| \| \| \| \| \| \| \| \| \| \| \| \| \| \| \| \| \| \| \| \| \| \| \| \| \| \| \| \| \| \| \| \| \| \| \| \| \| \| \| 24. Wilhelm IV xứ Hessen-Kassel \| \| \| \| \| \| \| \| \| \| \| \| \| \| \| \| \| \| \| \| \| \| \| \| \| \| \| \| \| \| \| \| \| \| \| \| \| \| \| \| \| \| \| \| \| \| \| \| \| \| \| \| \| \| \| \| \| \| \| \| \| \| \| \| \| \| \| \| \| \| \| \| 12. Moritz xứ Hessen-Kassel \| \| \| \| \| \| \| \| \| \| \| \| \| \| \| \| \| \| \| \| \| \| \| \| \| \| \| \| \| \| \| \| \| \| \| \| \| \| \| \| \| \| \| \| \| \| \| \| \| \| \| \| \| \| \| \| \| \| \| \| \| \| \| \| \| \| \| \| \| \| \| \| 25. Sabine xứ Württemberg \| \| \| \| \| \| \| \| \| \| \| \| \| \| \| \| \| \| \| \| \| \| \| \| \| \| \| \| \| \| \| \| \| \| \| \| \| \| \| \| \| \| \| \| \| \| \| \| \| \| \| \| \| \| \| \| \| \| \| \| \| \| \| \| \| \| \| \| \| \| \| \| 6. Wilhelm V xứ Hessen-Kassel \| \| \| \| \| \| \| \| \| \| \| \| \| \| \| \| \| \| \| \| \| \| \| \| \| \| \| \| \| \| \| \| \| \| \| \| \| \| \| \| \| \| \| \| \| \| \| \| \| \| \| \| \| \| \| \| \| \| \| \| \| \| \| \| \| \| \| \| \| \| \| \| 26. Johann Georg I xứ Solms-Laubach \| \| \| \| \| \| \| \| \| \| \| \| \| \| \| \| \| \| \| \| \| \| \| \| \| \| \| \| \| \| \| \| \| \| \| \| \| \| \| \| \| \| \| \| \| \| \| \| \| \| \| \| \| \| \| \| \| \| \| \| \| \| \| \| \| \| \| \| \| \| \| \| 13. Agnes xứ Solms-Laubach \| \| \| \| \| \| \| \| \| \| \| \| \| \| \| \| \| \| \| \| \| \| \| \| \| \| \| \| \| \| \| \| \| \| \| \| \| \| \| \| \| \| \| \| \| \| \| \| \| \| \| \| \| \| \| \| \| \| \| \| \| \| \| \| \| \| \| \| \| \| \| \| 27. Margarete xứ Schönburg-Glauchau \| \| \| \| \| \| \| \| \| \| \| \| \| \| \| \| \| \| \| \| \| \| \| \| \| \| \| \| \| \| \| \| \| \| \| \| \| \| \| \| \| \| \| \| \| \| \| \| \| \| \| \| \| \| \| \| \| \| \| \| \| \| \| \| \| \| \| \| \| \| \| \| 3. Charlotte xứ Hessen-Kassel \| \| \| \| \| \| \| \| \| \| \| \| \| \| \| \| \| \| \| \| \| \| \| \| \| \| \| \| \| \| \| \| \| \| \| \| \| \| \| \| \| \| \| \| \| \| \| \| \| \| \| \| \| \| \| \| \| \| \| \| \| \| \| \| \| \| \| \| \| \| \| \| 28. Philipp Ludwig I xứ Hanau-Münzenberg \| \| \| \| \| \| \| \| \| \| \| \| \| \| \| \| \| \| \| \| \| \| \| \| \| \| \| \| \| \| \| \| \| \| \| \| \| \| \| \| \| \| \| \| \| \| \| \| \| \| \| \| \| \| \| \| \| \| \| \| \| \| \| \| \| \| \| \| \| \| \| \| 14. Philipp Ludwig II xứ Hanau-Münzenberg \| \| \| \| \| \| \| \| \| \| \| \| \| \| \| \| \| \| \| \| \| \| \| \| \| \| \| \| \| \| \| \| \| \| \| \| \| \| \| \| \| \| \| \| \| \| \| \| \| \| \| \| \| \| \| \| \| \| \| \| \| \| \| \| \| \| \| \| \| \| \| \| 29. Magdalene xứ Waldeck-Wildungen \| \| \| \| \| \| \| \| \| \| \| \| \| \| \| \| \| \| \| \| \| \| \| \| \| \| \| \| \| \| \| \| \| \| \| \| \| \| \| \| \| \| \| \| \| \| \| \| \| \| \| \| \| \| \| \| \| \| \| \| \| \| \| \| \| \| \| \| \| \| \| \| 7. Amalie Elisabeth xứ Hanau-Münzenberg \| \| \| \| \| \| \| \| \| \| \| \| \| \| \| \| \| \| \| \| \| \| \| \| \| \| \| \| \| \| \| \| \| \| \| \| \| \| \| \| \| \| \| \| \| \| \| \| \| \| \| \| \| \| \| \| \| \| \| \| \| \| \| \| \| \| \| \| \| \| \| \| 30=18. Willem I xứ Oranje \| \| \| \| \| \| \| \| \| \| \| \| \| \| \| \| \| \| \| \| \| \| \| \| \| \| \| \| \| \| \| \| \| \| \| \| \| \| \| \| \| \| \| \| \| \| \| \| \| \| \| \| \| \| \| \| \| \| \| \| \| \| \| \| \| \| \| \| \| \| \| \| 15. Catharina Belgica xứ Nassau \| \| \| \| \| \| \| \| \| \| \| \| \| \| \| \| \| \| \| \| \| \| \| \| \| \| \| \| \| \| \| \| \| \| \| \| \| \| \| \| \| \| \| \| \| \| \| \| \| \| \| \| \| \| \| \| \| \| \| \| \| \| \| \| \| \| \| \| \| \| \| \| 31=19. Charlotte xứ Bourbon \| \| \| \| \| \| \| \| \| \| \| \| \| \| \| \| \| \| \| \| \| \| \| \| \| \| \| \| \| \| \| \| \| \| \| \| \| \| \| \| \| \| \| \| \| \| \| \| \| \| \| \| |                                                      |  |  |  |  |  |  |  |  |  |  |  |                        |  |  |  |
| |                                                      |  |  |  |  |  |  |  |  |  |  |  | 16. Ludwig VI xứ Pfalz |  |  |  |
| |                                                      |  |  |  |  |  |  |  |  |  |  |  |                        |  |  |  |
| |                                                      |  |  |  |  |  |  |  |  |  |  |  |                        |  |  |  |
| |                                                      |  |  |  |  |  |  |  |  |  |  |  |                        |  |  |  |
| | 8. Friedrich IV xứ Pfalz                             |  |  |  |  |  |  |  |  |  |  |  |                        |  |  |  |
| |                                                      |  |  |  |  |  |  |  |  |  |  |  |                        |  |  |  |
| |                                                      |  |  |  |  |  |  |  |  |  |  |  |                        |  |  |  |
| |                                                      |  |  |  |  |  |  |  |  |  |  |  |                        |  |  |  |
| | 17. Elisabeth xứ Hessen, Tuyển hầu phu nhân xứ Pfalz |  |  |  |  |  |  |  |  |  |  |  |                        |  |  |  |
| |                                                      |  |  |  |  |  |  |  |  |  |  |  |                        |  |  |  |
| |                                                      |  |  |  |  |  |  |  |  |  |  |  |                        |  |  |  |
| |                                                      |  |  |  |  |  |  |  |  |  |  |  |                        |  |  |  |
| | 4. Friedrich V xứ Pfalz                              |  |  |  |  |  |  |  |  |  |  |  |                        |  |  |  |
| |                                                      |  |  |  |  |  |  |  |  |  |  |  |                        |  |  |  |
| |                                                      |  |  |  |  |  |  |  |  |  |  |  |                        |  |  |  |
| |                                                      |  |  |  |  |  |  |  |  |  |  |  |                        |  |  |  |
| | 18=30. Willem I xứ Oranje                            |  |  |  |  |  |  |  |  |  |  |  |                        |  |  |  |
| |                                                      |  |  |  |  |  |  |  |  |  |  |  |                        |  |  |  |
| |                                                      |  |  |  |  |  |  |  |  |  |  |  |                        |  |  |  |
| |                                                      |  |  |  |  |  |  |  |  |  |  |  |                        |  |  |  |
| | 9. Louise Juliana xứ Nassau                          |  |  |  |  |  |  |  |  |  |  |  |                        |  |  |  |
| |                                                      |  |  |  |  |  |  |  |  |  |  |  |                        |  |  |  |
| |                                                      |  |  |  |  |  |  |  |  |  |  |  |                        |  |  |  |
| |                                                      |  |  |  |  |  |  |  |  |  |  |  |                        |  |  |  |
| | 19=31. Charlotte xứ Bourbon                          |  |  |  |  |  |  |  |  |  |  |  |                        |  |  |  |
| |                                                      |  |  |  |  |  |  |  |  |  |  |  |                        |  |  |  |
| |                                                      |  |  |  |  |  |  |  |  |  |  |  |                        |  |  |  |
| |                                                      |  |  |  |  |  |  |  |  |  |  |  |                        |  |  |  |
| | 2. Karl I Ludwig xứ Pfalz                            |  |  |  |  |  |  |  |  |  |  |  |                        |  |  |  |
| |                                                      |  |  |  |  |  |  |  |  |  |  |  |                        |  |  |  |
| |                                                      |  |  |  |  |  |  |  |  |  |  |  |                        |  |  |  |
| |                                                      |  |  |  |  |  |  |  |  |  |  |  |                        |  |  |  |
| | 20. Henry Stuart                                     |  |  |  |  |  |  |  |  |  |  |  |                        |  |  |  |
| |                                                      |  |  |  |  |  |  |  |  |  |  |  |                        |  |  |  |
| |                                                      |  |  |  |  |  |  |  |  |  |  |  |                        |  |  |  |
| |                                                      |  |  |  |  |  |  |  |  |  |  |  |                        |  |  |  |
| | 10. James I của Anh và VI của Scotland               |  |  |  |  |  |  |  |  |  |  |  |                        |  |  |  |
| |                                                      |  |  |  |  |  |  |  |  |  |  |  |                        |  |  |  |
| |                                                      |  |  |  |  |  |  |  |  |  |  |  |                        |  |  |  |
| |                                                      |  |  |  |  |  |  |  |  |  |  |  |                        |  |  |  |
| | 21. Mary I của Scotland                              |  |  |  |  |  |  |  |  |  |  |  |                        |  |  |  |
| |                                                      |  |  |  |  |  |  |  |  |  |  |  |                        |  |  |  |
| |                                                      |  |  |  |  |  |  |  |  |  |  |  |                        |  |  |  |
| |                                                      |  |  |  |  |  |  |  |  |  |  |  |                        |  |  |  |
| | 5. Elizabeth Stuart                                  |  |  |  |  |  |  |  |  |  |  |  |                        |  |  |  |
| |                                                      |  |  |  |  |  |  |  |  |  |  |  |                        |  |  |  |
| |                                                      |  |  |  |  |  |  |  |  |  |  |  |                        |  |  |  |
| |                                                      |  |  |  |  |  |  |  |  |  |  |  |                        |  |  |  |
| | 22. Frederik II của Đan Mạch                         |  |  |  |  |  |  |  |  |  |  |  |                        |  |  |  |
| |                                                      |  |  |  |  |  |  |  |  |  |  |  |                        |  |  |  |
| |                                                      |  |  |  |  |  |  |  |  |  |  |  |                        |  |  |  |
| |                                                      |  |  |  |  |  |  |  |  |  |  |  |                        |  |  |  |
| | 11. Anna của Đan Mạch                                |  |  |  |  |  |  |  |  |  |  |  |                        |  |  |  |
| |                                                      |  |  |  |  |  |  |  |  |  |  |  |                        |  |  |  |
| |                                                      |  |  |  |  |  |  |  |  |  |  |  |                        |  |  |  |
| |                                                      |  |  |  |  |  |  |  |  |  |  |  |                        |  |  |  |
| | 23. Sophie xứ Mecklenburg-Güstrow                    |  |  |  |  |  |  |  |  |  |  |  |                        |  |  |  |
| |                                                      |  |  |  |  |  |  |  |  |  |  |  |                        |  |  |  |
| |                                                      |  |  |  |  |  |  |  |  |  |  |  |                        |  |  |  |
| |                                                      |  |  |  |  |  |  |  |  |  |  |  |                        |  |  |  |
| | 1. Elisabeth Charlotte của Pfalz                     |  |  |  |  |  |  |  |  |  |  |  |                        |  |  |  |
| |                                                      |  |  |  |  |  |  |  |  |  |  |  |                        |  |  |  |
| |                                                      |  |  |  |  |  |  |  |  |  |  |  |                        |  |  |  |
| |                                                      |  |  |  |  |  |  |  |  |  |  |  |                        |  |  |  |
| | 24. Wilhelm IV xứ Hessen-Kassel                      |  |  |  |  |  |  |  |  |  |  |  |                        |  |  |  |
| |                                                      |  |  |  |  |  |  |  |  |  |  |  |                        |  |  |  |
| |                                                      |  |  |  |  |  |  |  |  |  |  |  |                        |  |  |  |
| |                                                      |  |  |  |  |  |  |  |  |  |  |  |                        |  |  |  |
| | 12. Moritz xứ Hessen-Kassel                          |  |  |  |  |  |  |  |  |  |  |  |                        |  |  |  |
| |                                                      |  |  |  |  |  |  |  |  |  |  |  |                        |  |  |  |
| |                                                      |  |  |  |  |  |  |  |  |  |  |  |                        |  |  |  |
| |                                                      |  |  |  |  |  |  |  |  |  |  |  |                        |  |  |  |
| | 25. Sabine xứ Württemberg                            |  |  |  |  |  |  |  |  |  |  |  |                        |  |  |  |
| |                                                      |  |  |  |  |  |  |  |  |  |  |  |                        |  |  |  |
| |                                                      |  |  |  |  |  |  |  |  |  |  |  |                        |  |  |  |
| |                                                      |  |  |  |  |  |  |  |  |  |  |  |                        |  |  |  |
| | 6. Wilhelm V xứ Hessen-Kassel                        |  |  |  |  |  |  |  |  |  |  |  |                        |  |  |  |
| |                                                      |  |  |  |  |  |  |  |  |  |  |  |                        |  |  |  |
| |                                                      |  |  |  |  |  |  |  |  |  |  |  |                        |  |  |  |
| |                                                      |  |  |  |  |  |  |  |  |  |  |  |                        |  |  |  |
| | 26. Johann Georg I xứ Solms-Laubach                  |  |  |  |  |  |  |  |  |  |  |  |                        |  |  |  |
| |                                                      |  |  |  |  |  |  |  |  |  |  |  |                        |  |  |  |
| |                                                      |  |  |  |  |  |  |  |  |  |  |  |                        |  |  |  |
| |                                                      |  |  |  |  |  |  |  |  |  |  |  |                        |  |  |  |
| | 13. Agnes xứ Solms-Laubach                           |  |  |  |  |  |  |  |  |  |  |  |                        |  |  |  |
| |                                                      |  |  |  |  |  |  |  |  |  |  |  |                        |  |  |  |
| |                                                      |  |  |  |  |  |  |  |  |  |  |  |                        |  |  |  |
| |                                                      |  |  |  |  |  |  |  |  |  |  |  |                        |  |  |  |
| | 27. Margarete xứ Schönburg-Glauchau                  |  |  |  |  |  |  |  |  |  |  |  |                        |  |  |  |
| |                                                      |  |  |  |  |  |  |  |  |  |  |  |                        |  |  |  |
| |                                                      |  |  |  |  |  |  |  |  |  |  |  |                        |  |  |  |
| |                                                      |  |  |  |  |  |  |  |  |  |  |  |                        |  |  |  |
| | 3. Charlotte xứ Hessen-Kassel                        |  |  |  |  |  |  |  |  |  |  |  |                        |  |  |  |
| |                                                      |  |  |  |  |  |  |  |  |  |  |  |                        |  |  |  |
| |                                                      |  |  |  |  |  |  |  |  |  |  |  |                        |  |  |  |
| |                                                      |  |  |  |  |  |  |  |  |  |  |  |                        |  |  |  |
| | 28. Philipp Ludwig I xứ Hanau-Münzenberg             |  |  |  |  |  |  |  |  |  |  |  |                        |  |  |  |
| |                                                      |  |  |  |  |  |  |  |  |  |  |  |                        |  |  |  |
| |                                                      |  |  |  |  |  |  |  |  |  |  |  |                        |  |  |  |
| |                                                      |  |  |  |  |  |  |  |  |  |  |  |                        |  |  |  |
| | 14. Philipp Ludwig II xứ Hanau-Münzenberg            |  |  |  |  |  |  |  |  |  |  |  |                        |  |  |  |
| |                                                      |  |  |  |  |  |  |  |  |  |  |  |                        |  |  |  |
| |                                                      |  |  |  |  |  |  |  |  |  |  |  |                        |  |  |  |
| |                                                      |  |  |  |  |  |  |  |  |  |  |  |                        |  |  |  |
| | 29. Magdalene xứ Waldeck-Wildungen                   |  |  |  |  |  |  |  |  |  |  |  |                        |  |  |  |
| |                                                      |  |  |  |  |  |  |  |  |  |  |  |                        |  |  |  |
| |                                                      |  |  |  |  |  |  |  |  |  |  |  |                        |  |  |  |
| |                                                      |  |  |  |  |  |  |  |  |  |  |  |                        |  |  |  |
| | 7. Amalie Elisabeth xứ Hanau-Münzenberg              |  |  |  |  |  |  |  |  |  |  |  |                        |  |  |  |
| |                                                      |  |  |  |  |  |  |  |  |  |  |  |                        |  |  |  |
| |                                                      |  |  |  |  |  |  |  |  |  |  |  |                        |  |  |  |
| |                                                      |  |  |  |  |  |  |  |  |  |  |  |                        |  |  |  |
| | 30=18. Willem I xứ Oranje                            |  |  |  |  |  |  |  |  |  |  |  |                        |  |  |  |
| |                                                      |  |  |  |  |  |  |  |  |  |  |  |                        |  |  |  |
| |                                                      |  |  |  |  |  |  |  |  |  |  |  |                        |  |  |  |
| |                                                      |  |  |  |  |  |  |  |  |  |  |  |                        |  |  |  |
| | 15. Catharina Belgica xứ Nassau                      |  |  |  |  |  |  |  |  |  |  |  |                        |  |  |  |
| |                                                      |  |  |  |  |  |  |  |  |  |  |  |                        |  |  |  |
| |                                                      |  |  |  |  |  |  |  |  |  |  |  |                        |  |  |  |
| |                                                      |  |  |  |  |  |  |  |  |  |  |  |                        |  |  |  |
| | 31=19. Charlotte xứ Bourbon                          |  |  |  |  |  |  |  |  |  |  |  |                        |  |  |  |
| |                                                      |  |  |  |  |  |  |  |  |  |  |  |                        |  |  |  |
| |                                                      |  |  |  |  |  |  |  |  |  |  |  |                        |  |  |  |